# Cupiennius getazi
Cupiennius getazi ist eine Spinne aus der Familie der Fischerspinnen (Trechaleidae). Sie ist in Mittelamerika verbreitet und bewohnt dort tropische Regenwälder. Mit einer Körperlänge von maximal 38 Millimetern als Weibchen und einer Beinspannweite von über 100 Millimetern handelt es sich bei der Art um einen vergleichsweise großen Vertreter der Echten Webspinnen (Araneomorphae). C. getazi kann je nach Geschlecht mäßig bis kräftig orange oder auch unauffällig gräulich gefärbt sein.
Bei C. getazi handelt es sich wie bei allen Fischerspinnen um einen freilaufenden Lauerjäger, der also kein Spinnennetz für den Beutefang einsetzt. In das Beutespektrum fallen sowohl verschiedene Wirbellose als auch kleinere Wirbeltiere. Der Paarung geht ein für Wolfspinnenartige (Lycosoidea) typisch ausgeprägtes Balzverhalten voraus. Ein begattetes Weibchen legt dann einige Zeit nach der Paarung nacheinander mehrere Eikokons an und betreibt eine für Spinnen vergleichsweise ausgeprägte, aber für die Überfamilie typische Brutpflege. Zunächst transportiert es einen kürzlich produzierten Eikokon permanent an den Spinnwarzen angeheftet mit sich herum, ehe es den Kokon nach weiteren wenigen Tagen in einem zuvor angelegten Brutgespinst deponiert. Wie bei anderen Vertretern der Gattung bewacht es jedoch seine Eikokons und die daraus schlüpfenden Nachkommen nicht, die nach wenigen Tagen das Brutgespinst verlassen und dann selbstständig über mehrere Fresshäute (Häutungsstadien) heranwachsen.
Es kommt immer wieder zu Einschleppungen von C. getazi in andere Teile der Welt über den Export von Stauden der Dessertbanane (Musa × paradisiaca), was auch bei anderen Arten der Gattung Cupiennius sowie weiteren gemeinhin als „Bananenspinnen“ bezeichneten Spinnen überliefert ist. Insgesamt scheint dies bei C. getazi verglichen mit anderen dieser Spinnen überdurchschnittlich oft der Fall zu sein. Bisse der Art beim Menschen sind dokumentiert. Der Biss gilt zwar als schmerzhaft, ruft für gewöhnlich jedoch keine medizinisch relevanten Komplikationen hervor. Die Spinne wird außerdem gelegentlich als Heimtier im Rahmen der Terraristik gehalten.

## Merkmale

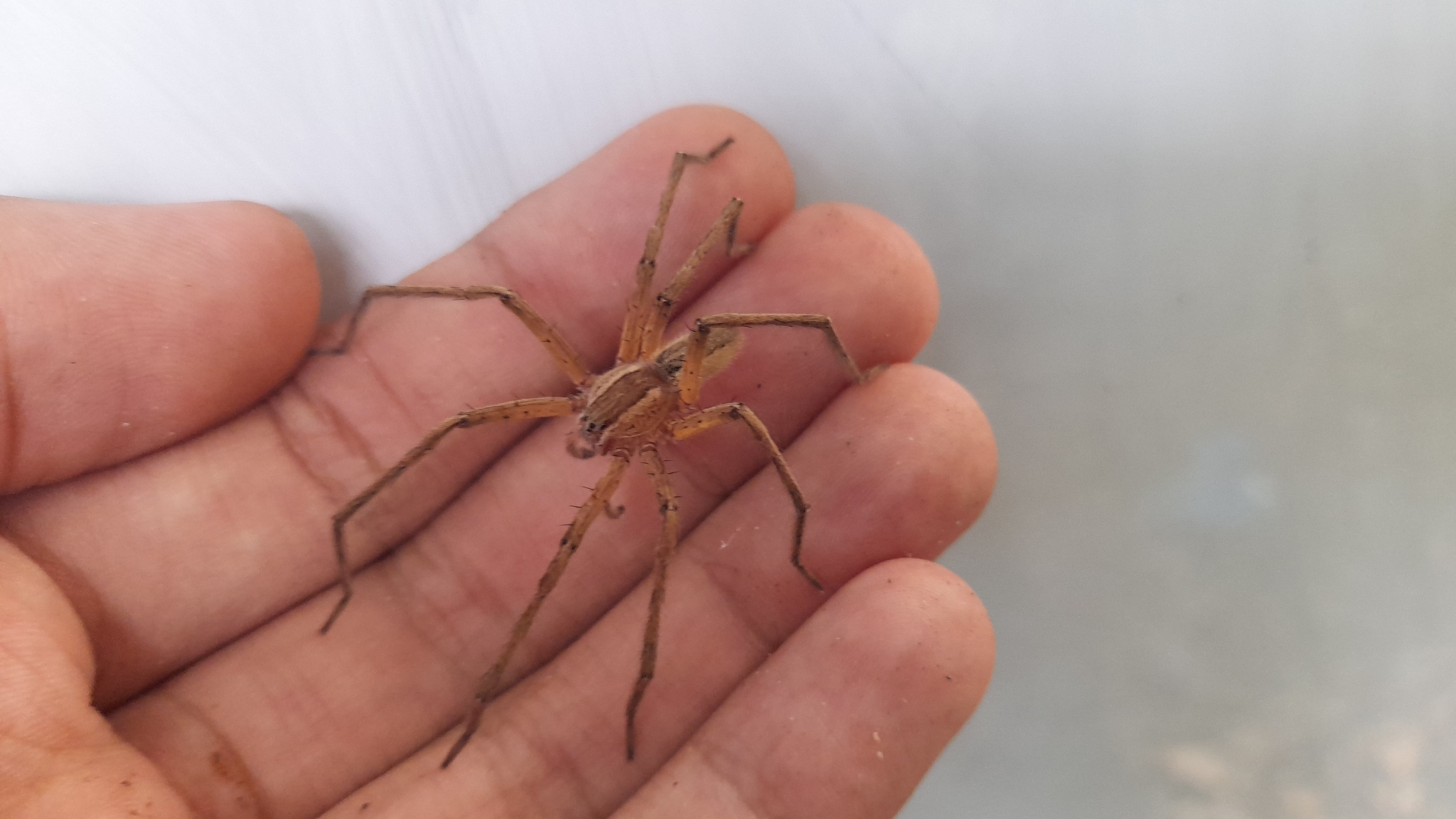
Größenvergleich: Männchen von C. getazi auf der Hand.

Die Körperlänge von C. getazi kann laut Richard S. Vetter und Stefan Hillebrecht (2008) beim Weibchen 27 bis 38 und beim Männchen 22 bis 26 Millimeter betragen. Witold Lapinski gibt jedoch 2003 eine durchschnittliche Körperlänge von 27 Millimetern beim Weibchen und beim Männchen eine von 21 Millimetern an. Mit diesen Maßen handelt es sich bei C. getazi neben C. chiapanensis, C. connineus und der Großen Wanderspinne (C. salei) um einen der vier größten Vertreter der Gattung Cupiennius, deren grundsätzlichem Körperbau die Art anderweitig entspricht. Die Beinspannweite kann sich wie bei den anderen beiden größeren Arten C. coccineus und der Großen Wanderspinne auf bis zu über 100 Millimeter belaufen.

### Sexualdimorphismus
C. getazi weist wie andere Spinnen einen ausgeprägten Sexualdimorphismus (Unterschied der Geschlechter) auf. Dieser macht sich neben den verschieden ausfallenden Dimensionen von Männchen und Weibchen vor allem in der jeweiligen Farbgebung bemerkbar.

#### Weibchen

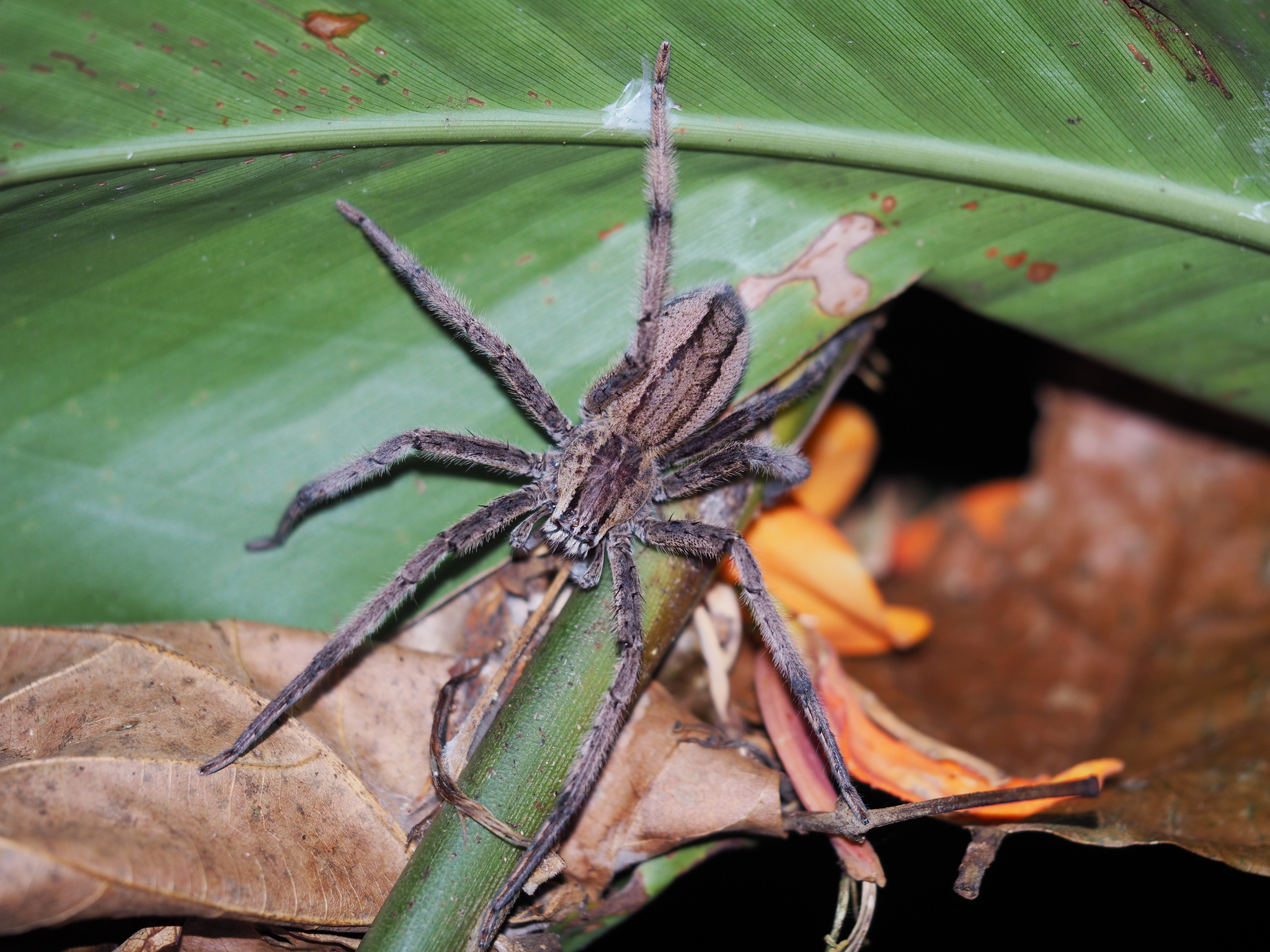
Dunkler gefärbtes Weibchen

Das Weibchen von C. getazi weist eine orangerote oder gelbbraune Grundfarbe auf. Insbesondere dorsal (oben) ist diese stark ausgeprägt und für die Art ein charakteristisches Eigenmerkmal. Auf dem Carapax (Rückenschild des Prosomas, bzw. Vorderkörpers) verläuft median (mittig) ein dunkles Band und lateral (seitlich) befinden sich dort im Vergleich zum Rest des Carapax kräftiger gefärbte Flächen. Die Basisglieder der Cheliceren (Kieferklauen) besitzen schwarze Längsstreifen. Bei beiden Farbvarianten ähneln sich diese Musterungen, deren Intensität und Färbung individuell variieren. Diese fällt bei der gelbbraunen Farbvariante schwarz und bei orangeroten Tieren dunkel orangerot aus. Das Labium (sklerotisierte, bzw. verhärtete Platte zwischen den Maxillae und vor dem Sternum) und die Maxillae (umgewandelte Coxen der Pedipalpen) hat bei beiden Farbmorphen eine schwarze Färbung. Entweder ist nur das Sternum (Brustschild des Prosoma) oder sowohl das Sternum als auch die Coxae (Hüftglieder) dunkelbraun bis schwarz gefärbt, wobei die Intensität der Färbung im Falle der Coxae, sofern ausgeprägt, verschieden ausfallen kann. Die Femora (Schenkel) weisen ventral (unten) viele kleine dunkle Punktierungen auf. Ventral sind diese immer hellgrau gefärbt.
Das Opisthosoma (Hinterleib) besitzt ein dunkles Herzmal. Distal (von der Körpermitte entfernt) davon verlaufen dunkle und inverse (umgekehrte) V-förmige Streifen. Ventral ist das Opisthosoma beim Weibchen entweder schlicht hellgrau gefärbt und verfügt über ein breites Längsband oder es hat eine dunkelgraue Farbgebung mitsamt einem hellgrauen breiten Medianband, wobei sich dieses bereits auf halber Länge deutlich verjüngt. Es wurden aber auch weibliche Individuen der Art von der Insel Barro Colorado und anderen Gebieten Panamas nachgewiesen, die ventral ein dunkles Medianband auf dem Opisthosoma und keine punktierten Femora aufwiesen.

Ansichten von Weibchen
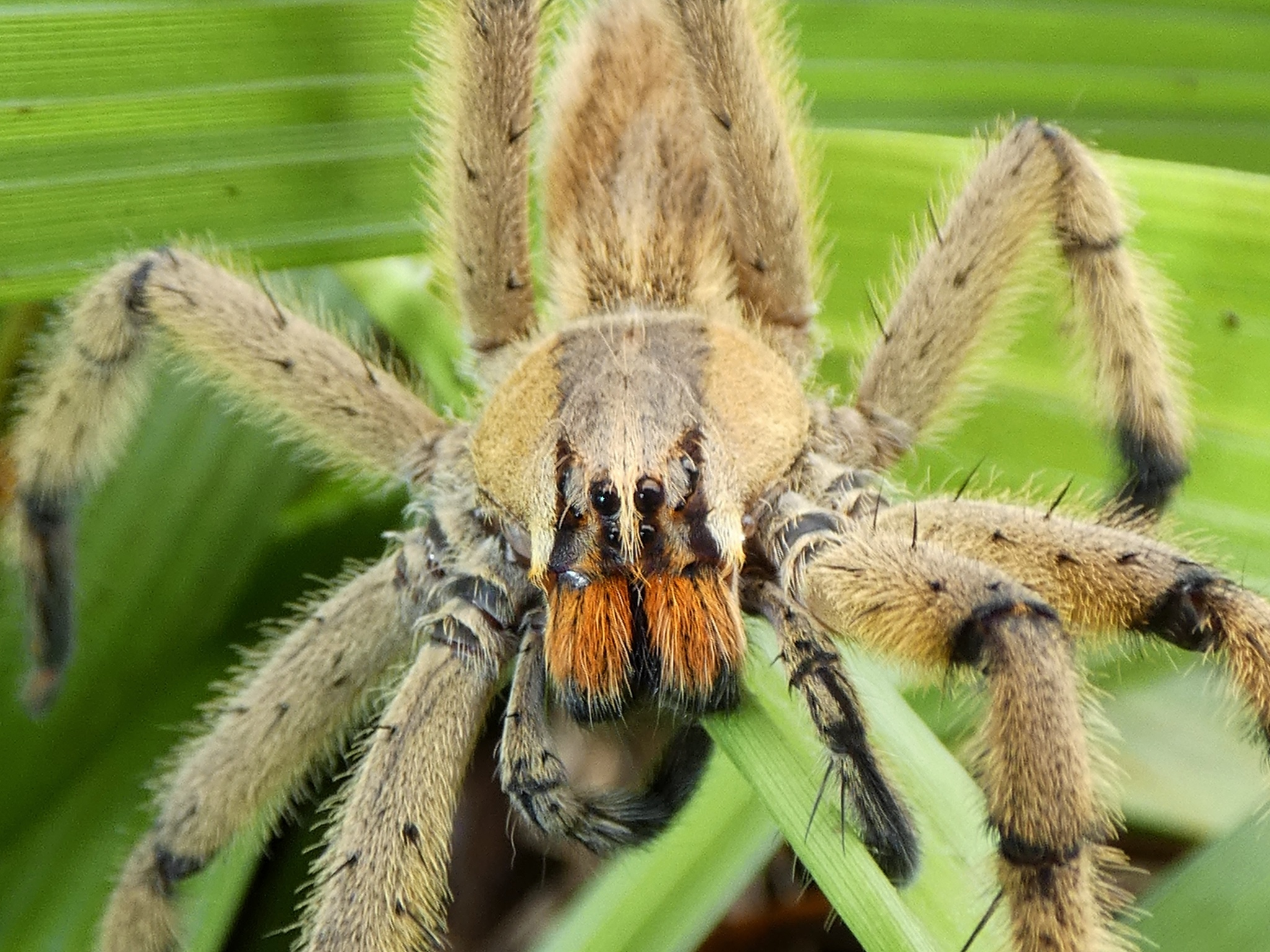
Profil
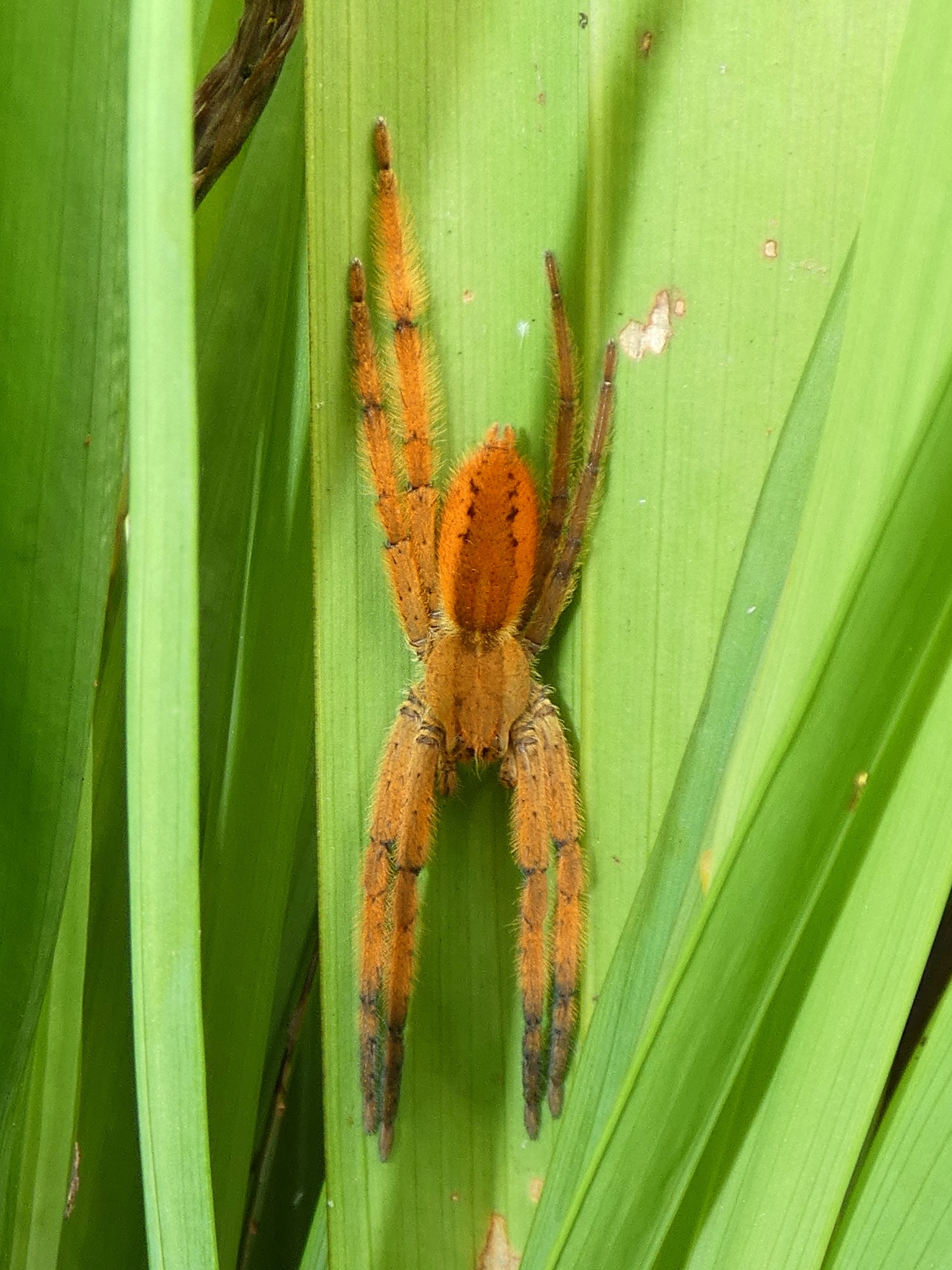
Dorsalansicht
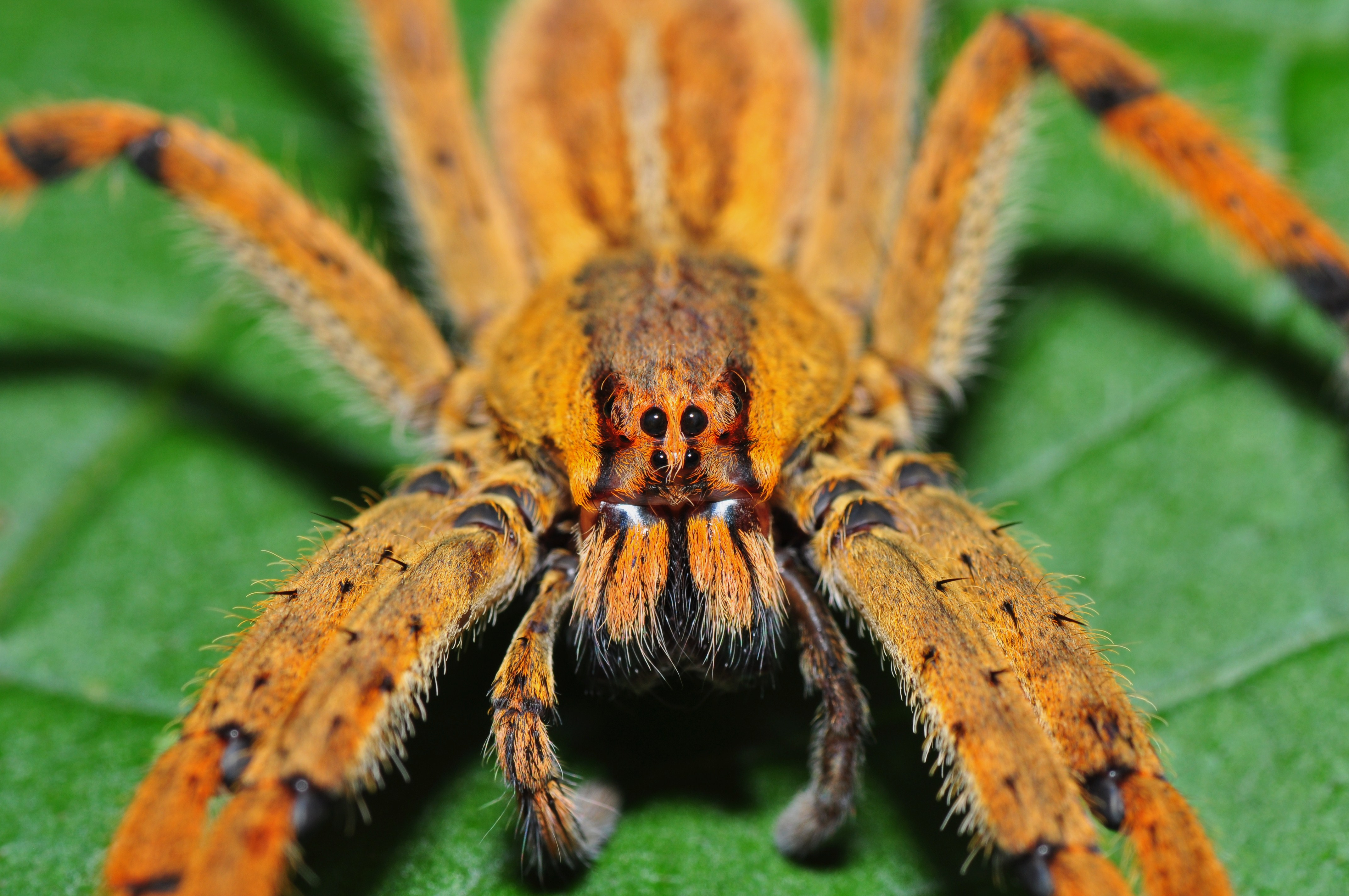
Frontalansicht
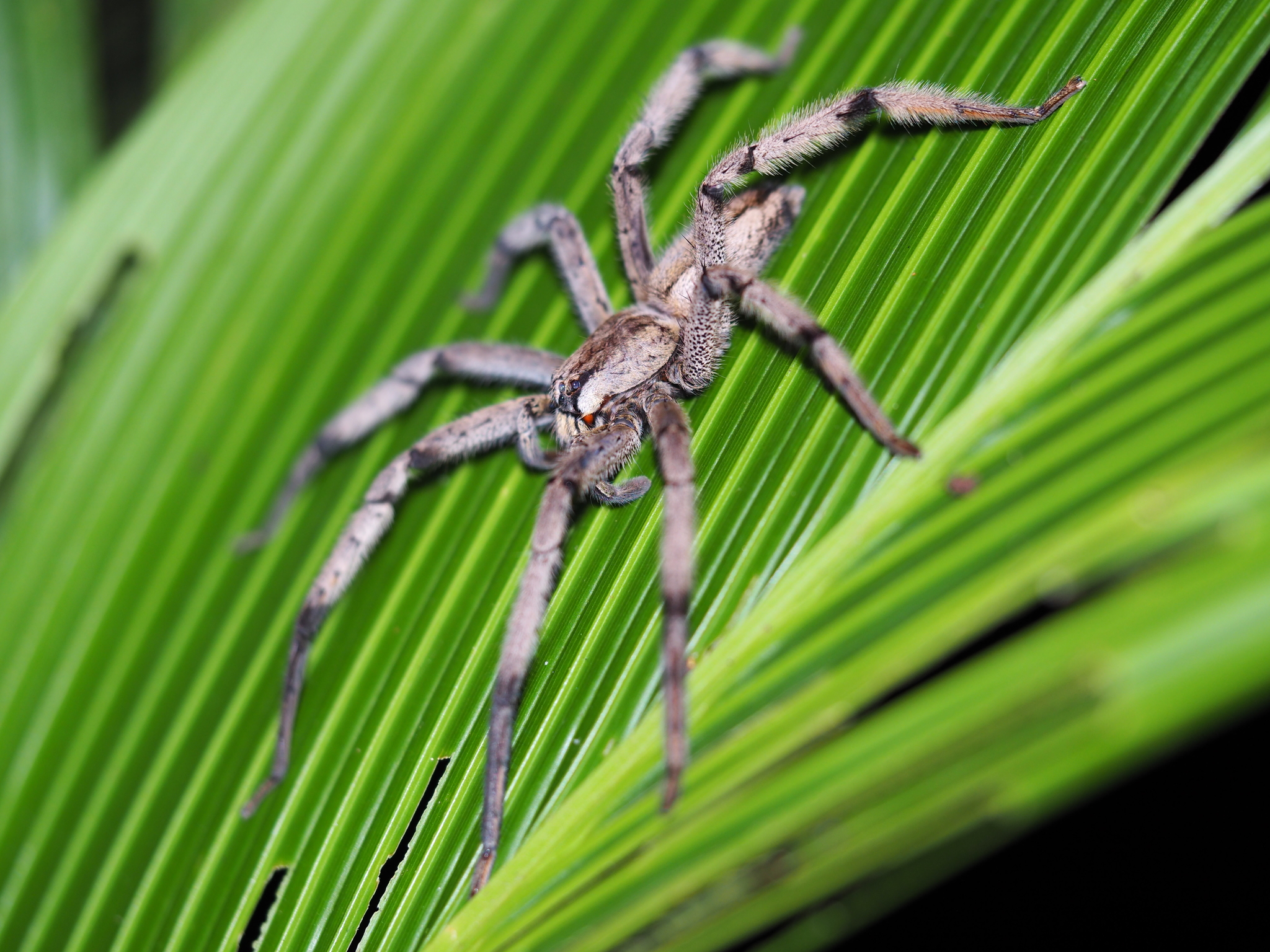
Lateralansicht
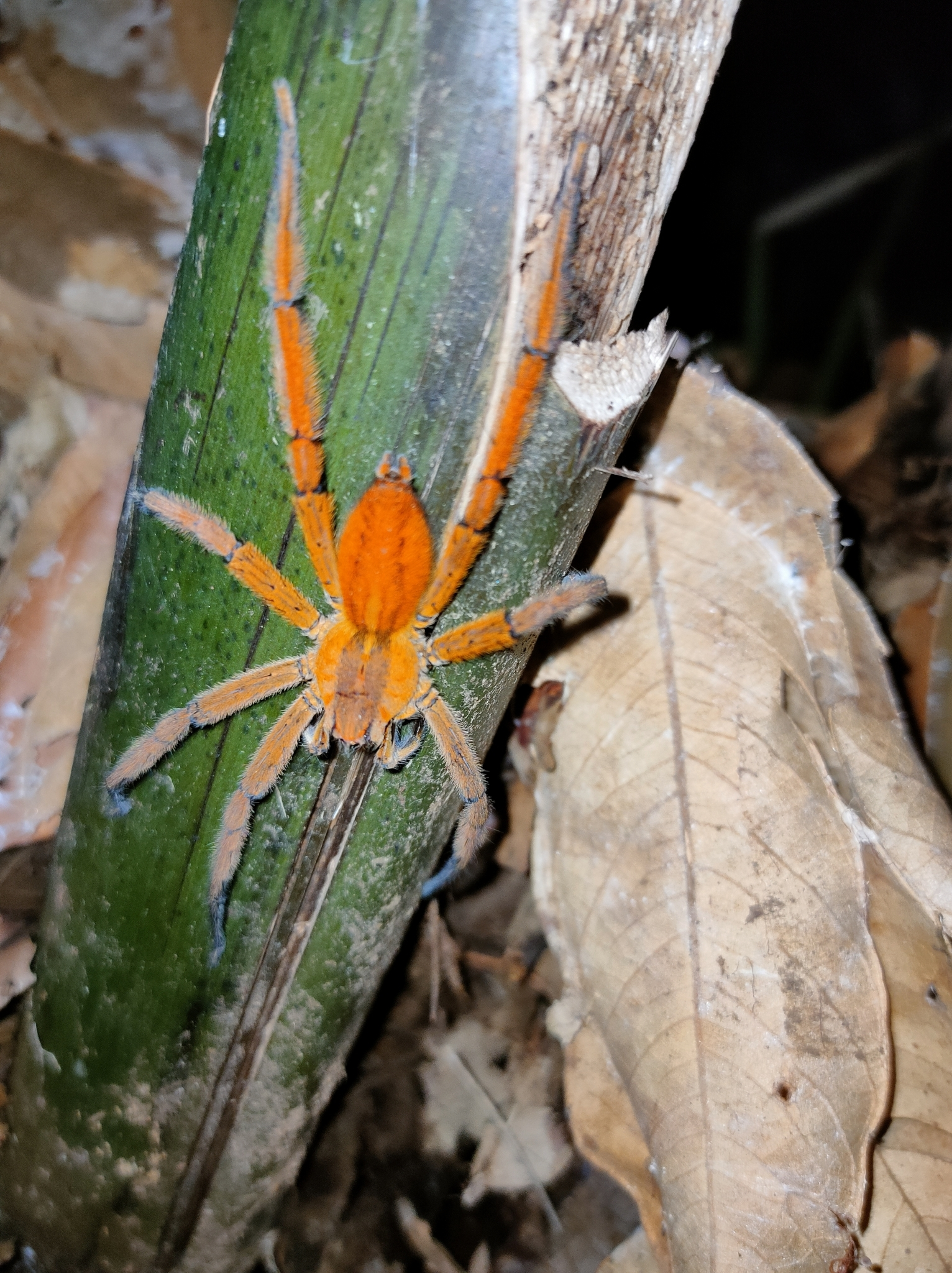
Rückansicht (mit fehlendem Bein)

#### Männchen

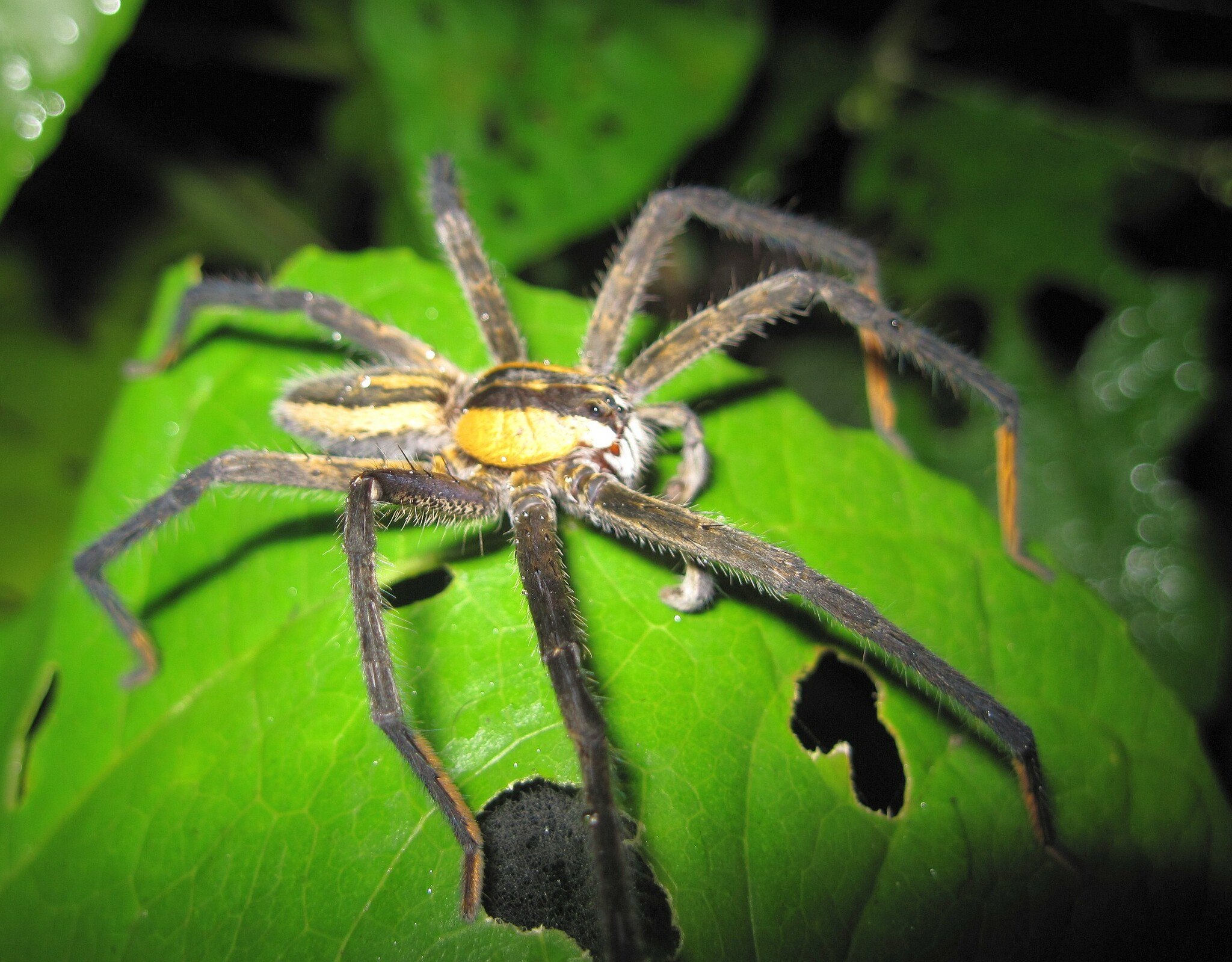
Männchen

Das Männchen von C. getazi ähnelt in Teilen dem Weibchen, zumal die Grundfärbung seines Körpers ebenfalls orange, jedoch auch gräulich sein kann. Im Gegensatz zum Weibchen der Spinne kann das Männchen jedoch eine orangebraune Musterung aufweisen. Außerdem ist die Farbgebung beim Männchen der Art dorsal nicht so intensiv wie beim Weibchen ausgeprägt. Für das Männchen typisch ist ein dunkles Medianband, das sich vom Carapax bis zum Opisthosoma durchzieht und beidseitig von helleren Flächen flankiert wird.
Das Sternum und die Coxae können ähnlich wie beim Weibchen braun gefärbt sein, wobei die Braunfärbung hier stärker ausgeprägt ist. Genauso besteht die Möglichkeit, dass die Coxae, die Maxillae, das Labium sowie das Sternum grau erscheinen. Die Beine des Männchens heben sich vom Rest des Körpers durch ihre orangebraune Grundfarbe ab, wobei die Tarsen und die Metatarsen lateral ein leuchtendes Orange besitzen. Ferner sind die Femora hier schwach geringelt. Die Ventralseite der Femora hingegen gleicht beim Männchen der des Weibchens. Auch ähnelt die Beschaffenheit des Herzmals beim Männchen dem weiblichen Gegenstück. Die inversen V-förmigen Streifen verlaufen beim Männchen allerdings posterior (hinten). Ventral weist das Opisthosoma des Männchens eine graue Farbgebung auf. Auf dieser Fläche kann ein undeutliches und dadurch schimmernd erscheinendes breites Medianband ausgebildet sein.

Ansichten von Männchen
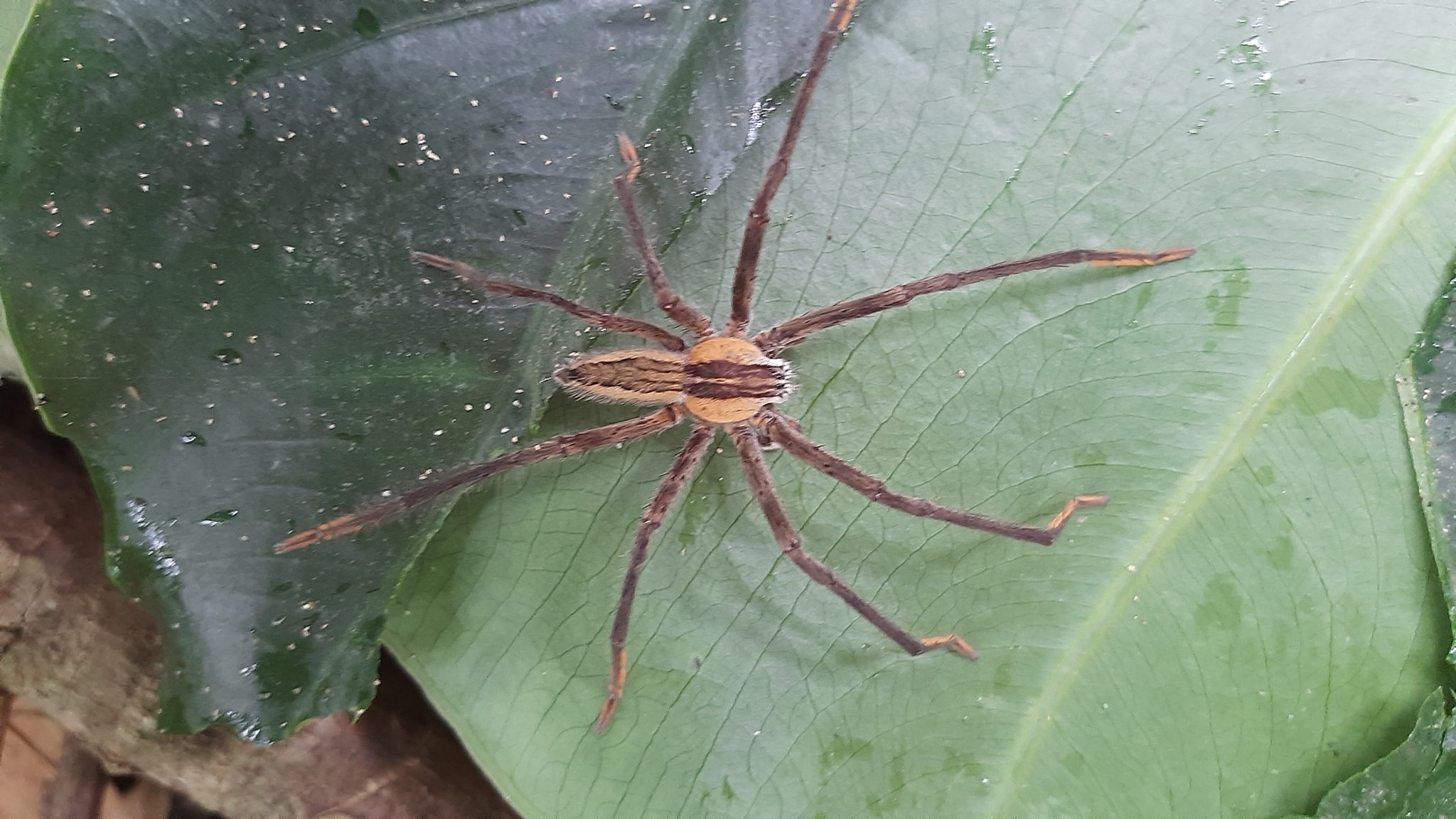
Dorsalansicht
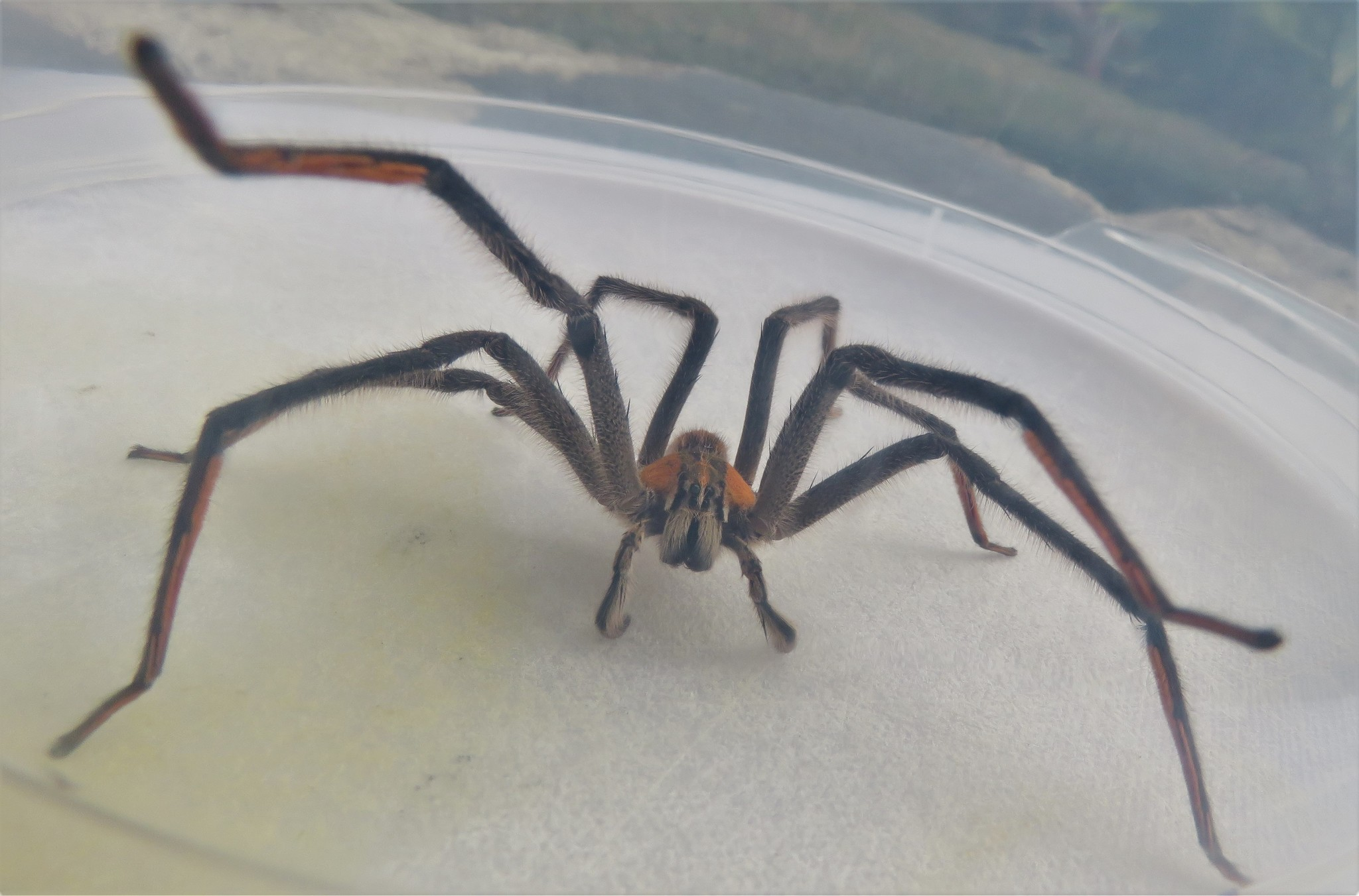
Frontalansicht
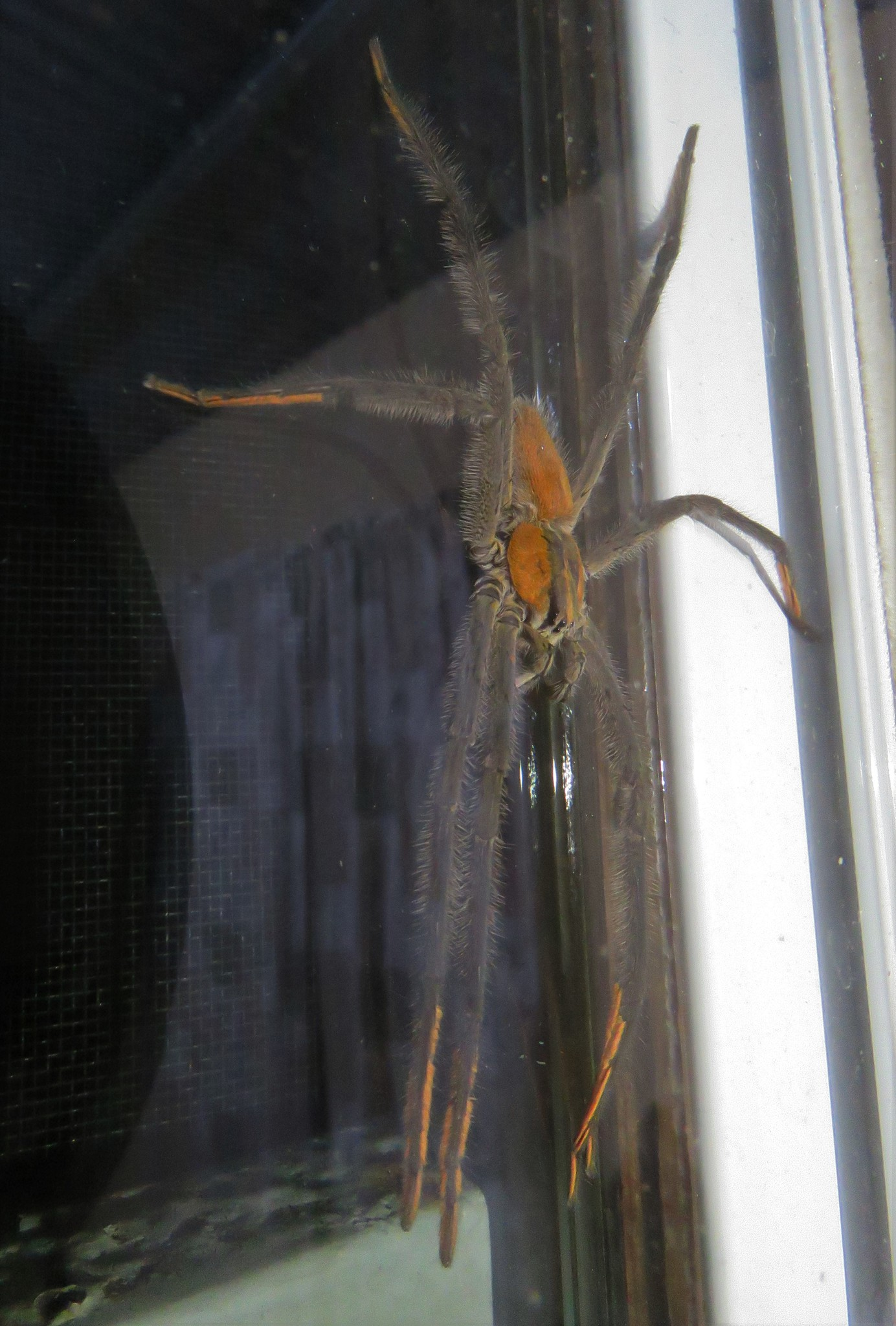
Lateralansicht
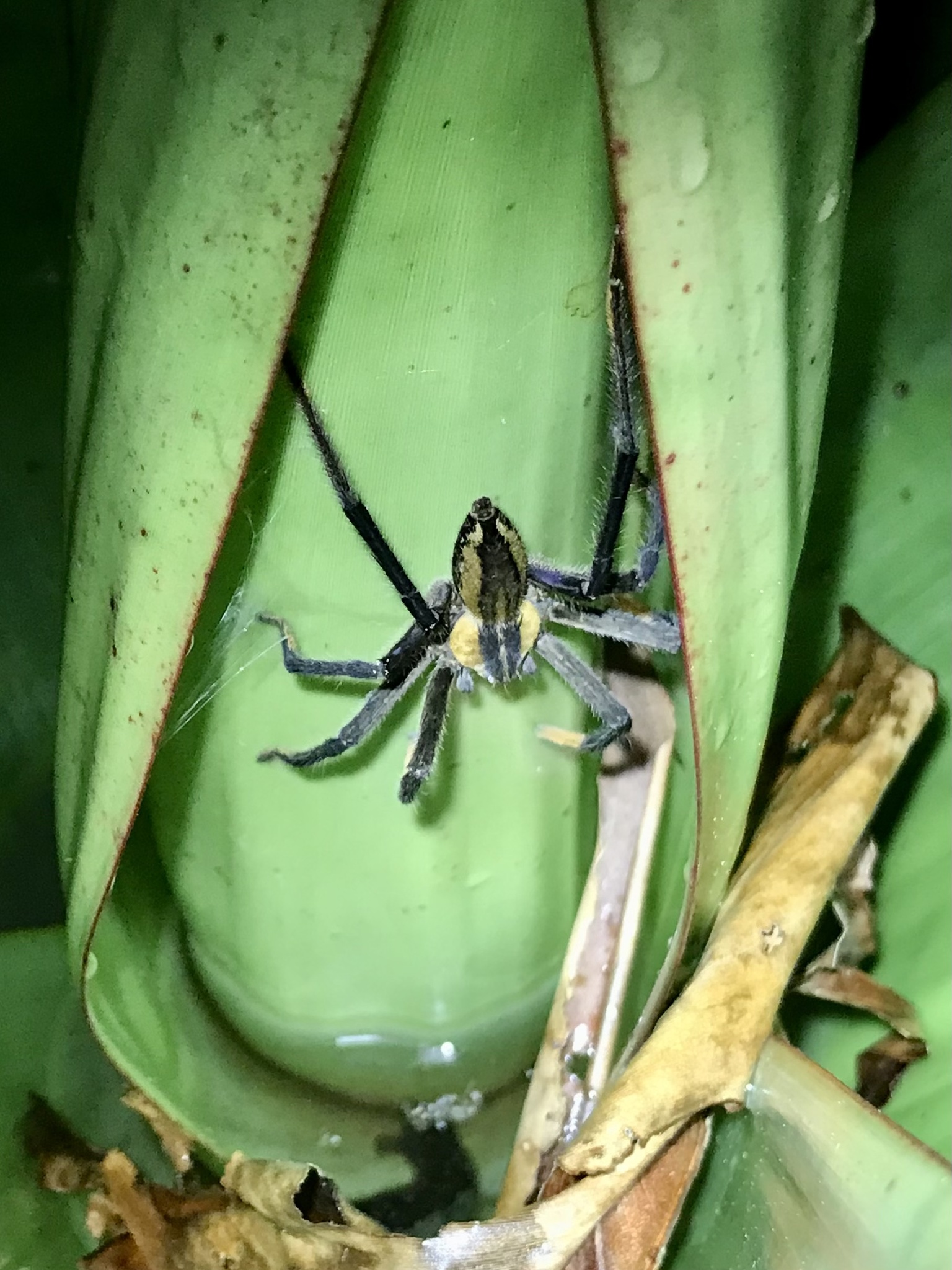
Rückansicht
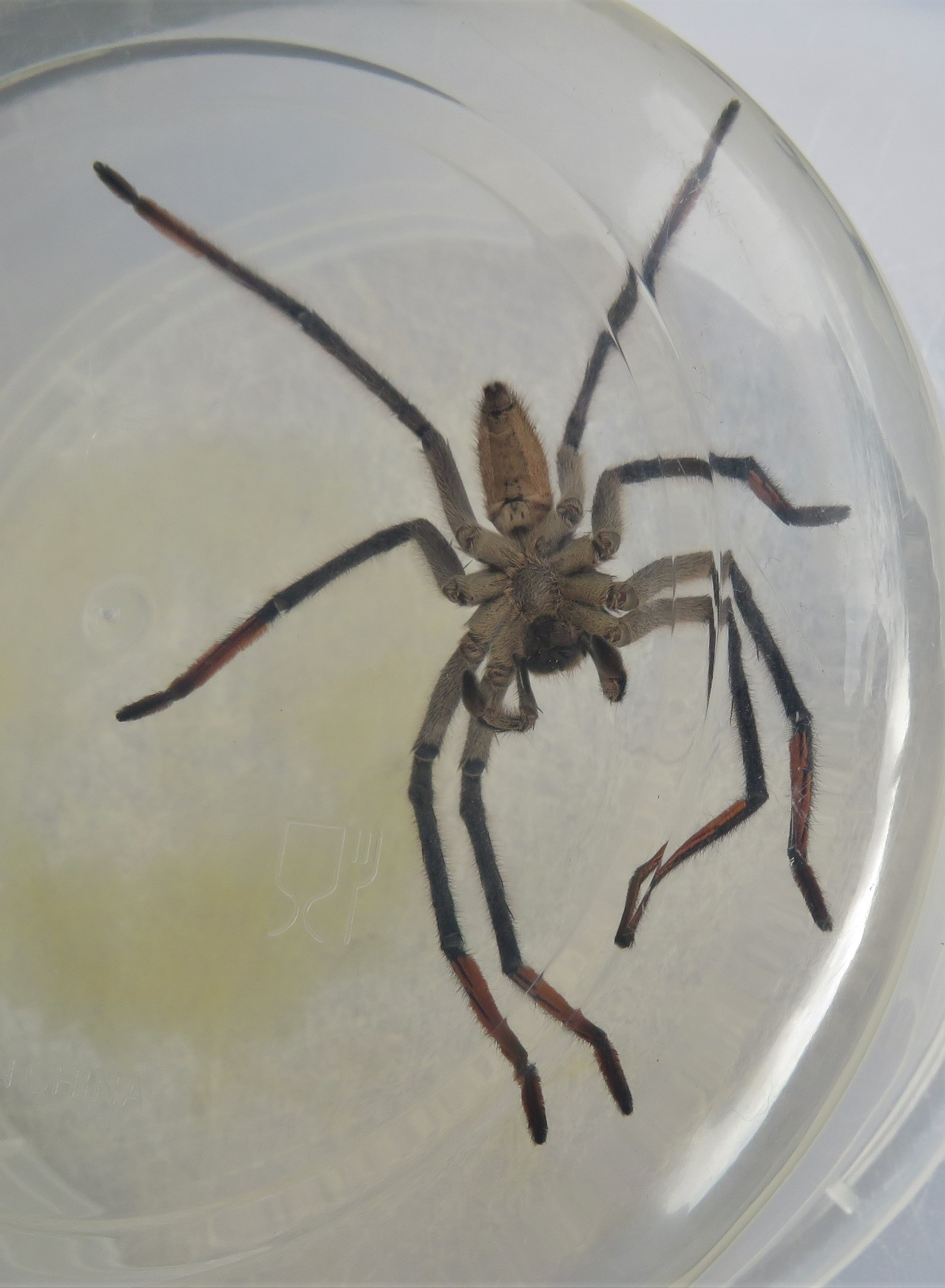
Ventralansicht

### Genitalmorphologische Merkmale
Ein einzelner Bulbus (männliches Geschlechtsorgan) von C. getazi weist eine nach unten gebogene terminale (am Ende gelegene) Apophyse (Fortsatz) auf und die Apophyse vom Embolus (drittes und letztes Sklerit, bzw. Hartteil des Bulbus) ist stark gebogen und verdreht. Die Epigyne (weibliches Geschlechtsorgan) der Art besitzt ein breites medianes Septum (Trennwand) von ungefähr gleichmäßiger Breite. Dieses verbreitet sich aber distal und dieser Teil des Septums hat außerdem einen sklerotisierten nasenförmigen Prozess (weiteren Fortsatz).

## Verbreitung und Lebensräume sowie sympatrisches Auftreten mitCupiennius coccineus

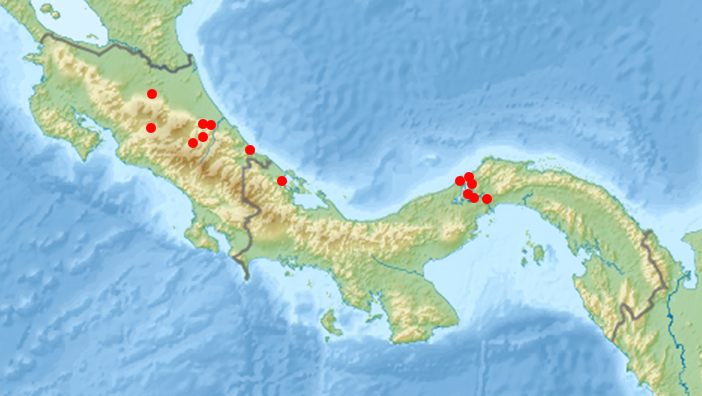
Nachweiskarte von C. getazi nach Friedrich G. Barth (2001)

Das Verbreitungsgebiet von C. getazi umfasst die Länder Costa Rica und Panama. Dort nimmt die Art wie alle der Gattung Cupiennius Regenwälder als Habitat (Lebensraum) an. C. getazi kann sympatrisch (gemeinsam) mit der gattungsverwandten Art C. coccineus vorkommen, wobei beide Spinnen dann auch in unmittelbarer Nähe voneinander angetroffen werden können. Sowohl C. coccineus als auch C. getazi bewohnen sowohl das Tiefland als auch Höhen von über 600 Metern über dem Meeresspiegel. C. getazi bewohnt allerdings bevorzugt baumfreie Habitate. Dadurch kann die Art hinsichtlich ihrer Habitatspräferenzen von C. coccineus unterschieden werden, da letztere Art in solchen Lebensräumen fehlt. Vorkommen von C. getazi in Sümpfen sind ebenfalls belegt, die mitunter auch zahlreich sein können.

## Lebensweise

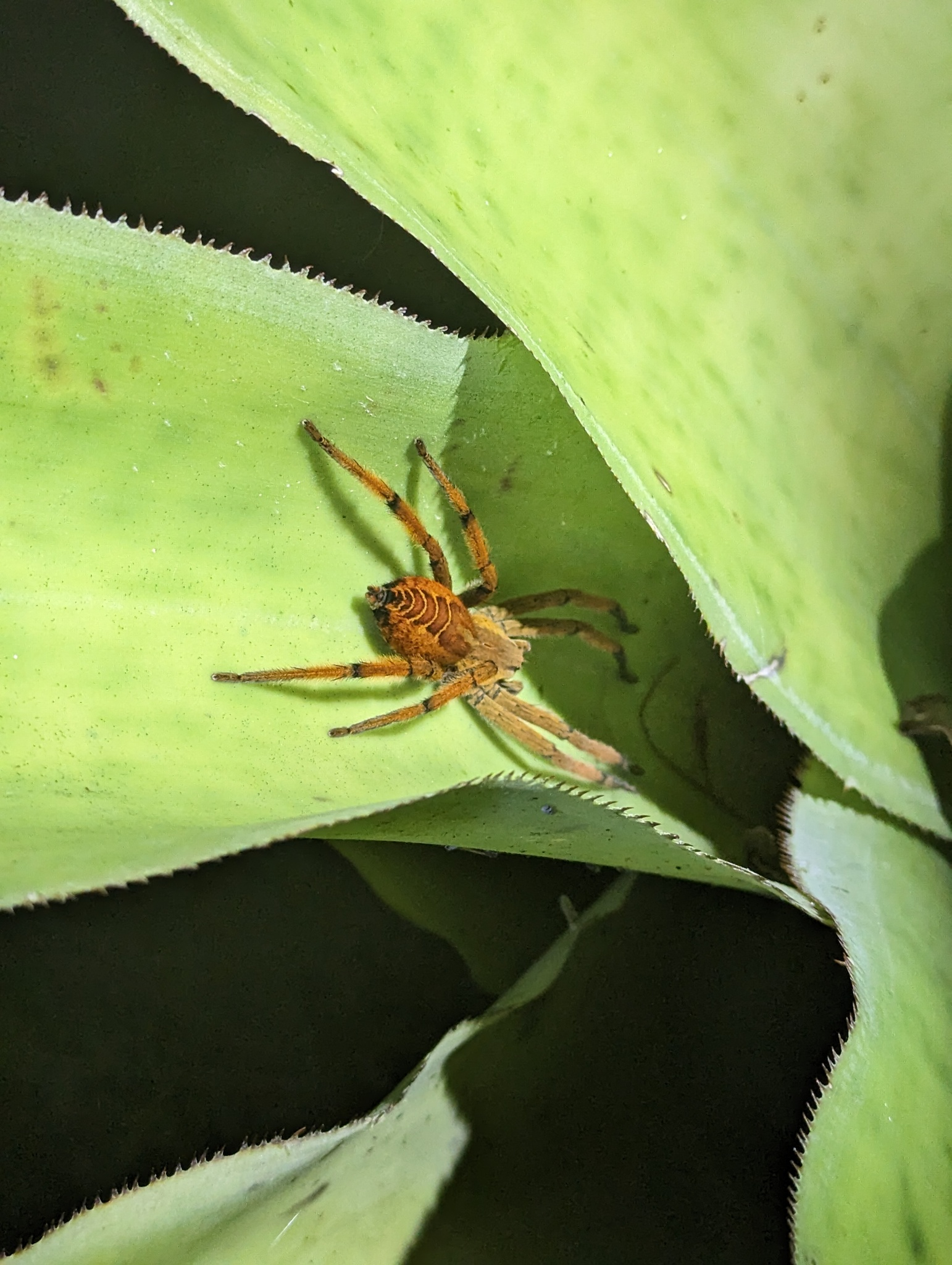
Weibchen im Blatttrichter einer Bromelie

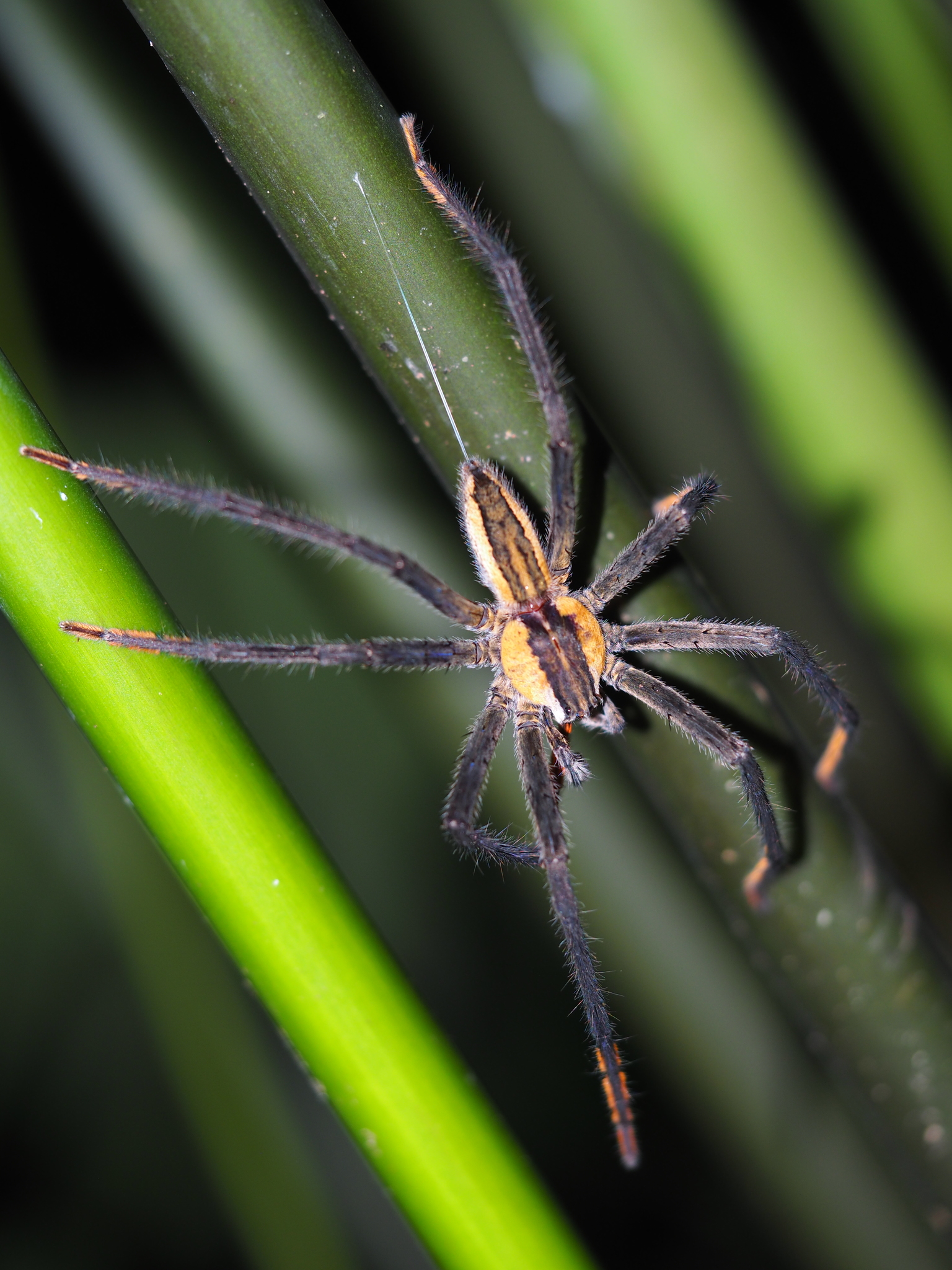
Sich reinigendes Männchen mit dem hier deutlich sichtbar gespannten Sicherheitsfaden

C. getazi ist wie alle Fischerspinnen (Trechaleidae) nachtaktiv. Dabei weist das Weibchen wie bei den gattungsverwandten Arten C. coccineus und der Großen Wanderspinne (C. salei) eine Hauptaktivitätszeit in den frühen Nachtstunden auf, während das Männchen die ganze Nacht über gleichermaßen aktiv ist. Allerdings sind Unterschiede hinsichtlich der Aktivitätszeit zwischen C. coccineus und C. getazi bemerkbar, was vermutlich die Verhinderung eines Konkurrenzverhaltens zwischen diesen beiden miteinander sympatrisch vorkommenden Arten bezweckt. Dabei sind sowohl Männchen und Weibchen von C. getazi vor denen der anderen Art am aktivsten, die zu diesem Zeitpunkt ein Aktivitätsminimum aufweisen. Gleichermaßen steigern Individuen beiden Geschlechts von C. coccineus später ihre Aktivität auf das Maximum, während jene von C. getazi dann wieder minimal wird. Insgesamt ist C. coccineus deutlich länger aktiv als die andere Art.
Mit anderen Arten der Gattung Cupiennius teilt C. getazi die Eigenschaft, an spezifische Pflanzen gebunden zu sein, auf denen sie sich tagsüber verstecken und nachts auf Beutefang gehen, sich fortpflanzen und häuten und sie somit als Mikrohabitate nutzen. Außerdem dient dies scheinbar dem Schutz vor direkter Sonneneinstrahlung und Austrocknung am Tag. Zu den dafür von C. getazi präferierten Pflanzen zählen unter anderem die Ananas (Ananas comosus), Bromelia pinguin, verschiedene Arten der Gattung Guzmania aus der Familie der Bromeliengewächse (Bromeliaceae), Heliconia imbricata, verschiedene Bananen (Musa), Gynerium sagittatum aus der Familie der Süßgräser (Poaceae) und eine weitere, nicht genauer identifizierte Art aus der Familie der Aronstabgewächse (Araceae). Gleiches gilt für Ingwer (Zingiber). Im Falle von Aronstabgewächsen, Gynerium sagittatum und Ingwer ist überliefert, dass C. getazi genau wie C. coccineus, C. panamensis und die Große Wanderspinne offene Räume zwischen Pflanzenteilen, etwa benachbarten Blättern mit Spinnseide verschließen oder Blätter die Pflanzen biegen und rollen sowie ihre Enden mit Spinnfäden miteinander verbinden und verengen, sodass eine schützende Röhre entsteht, die die Spinne als Unterschlupf nutzen kann. Die Art bevorzugt wie C. coccineus vorwiegend Einkeimblättrige Pflanzen gegenüber Zweikeimblättrigen.
In Sümpfen zeigt C. getazi ein anderes Verhalten, da die dortige Vegetation der Art keine Unterschlupfmöglichkeit bietet. Somit zeigt sich die Spinne auch am Tag auf Blättern sitzend. Für ein solches Verhalten werden hohe Dichten an Beutetieren wie Libellen vermutet, sodass die Art auch Sümpfe als willkommenes Habitat nutzt, auch wenn dort keine passenden Versteckmöglichkeiten vorhanden sind. Trocknet ein Sumpf jedoch aus, was mit einem Fehlen der Beutetiere einhergeht, so lässt sich auch C. getazi dort nicht mehr nachweisen.

### Jagdverhalten und Beutespektrum

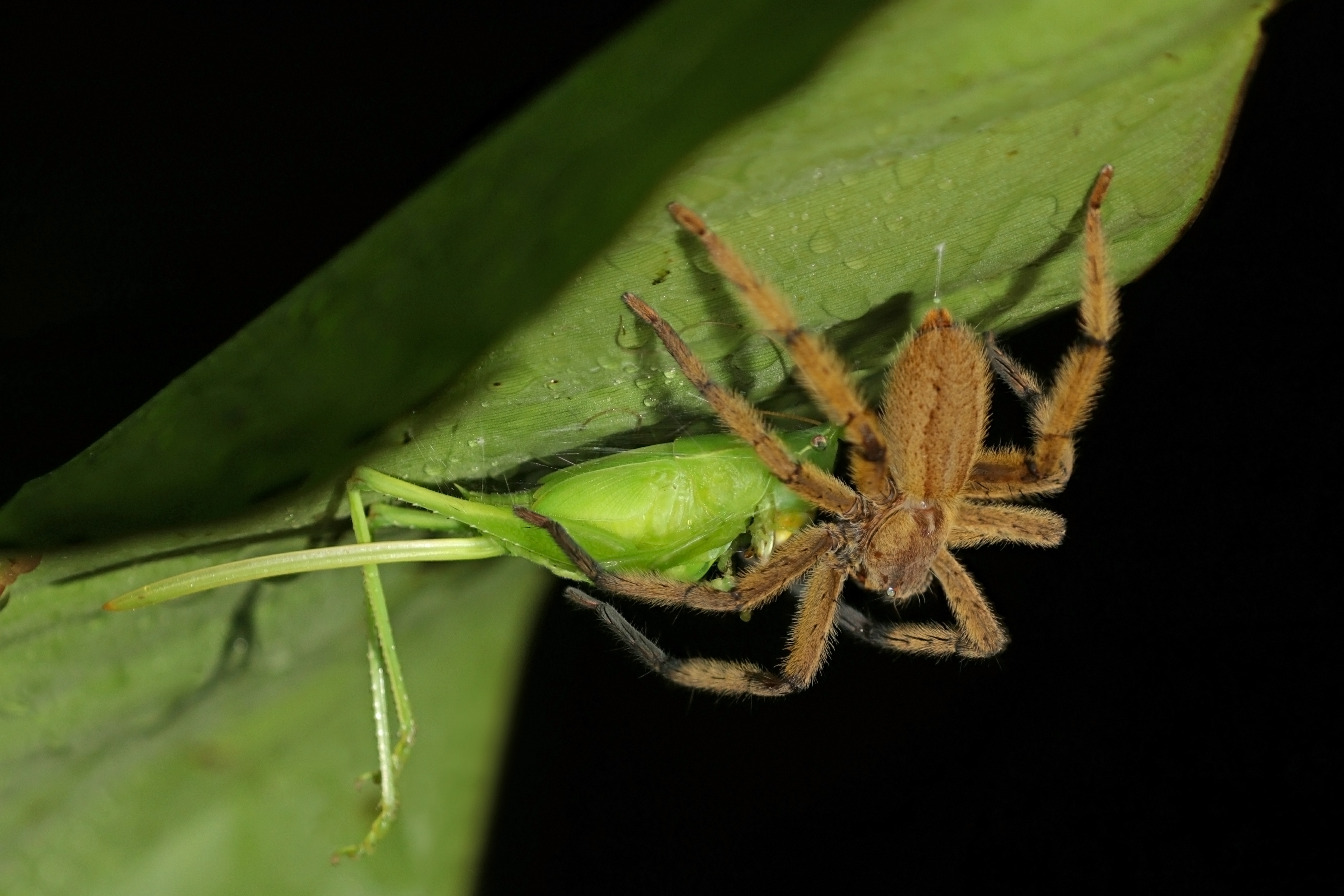
Weibchen mit erbeuteter Laubheuschrecke (Tettigoniidae sp.)

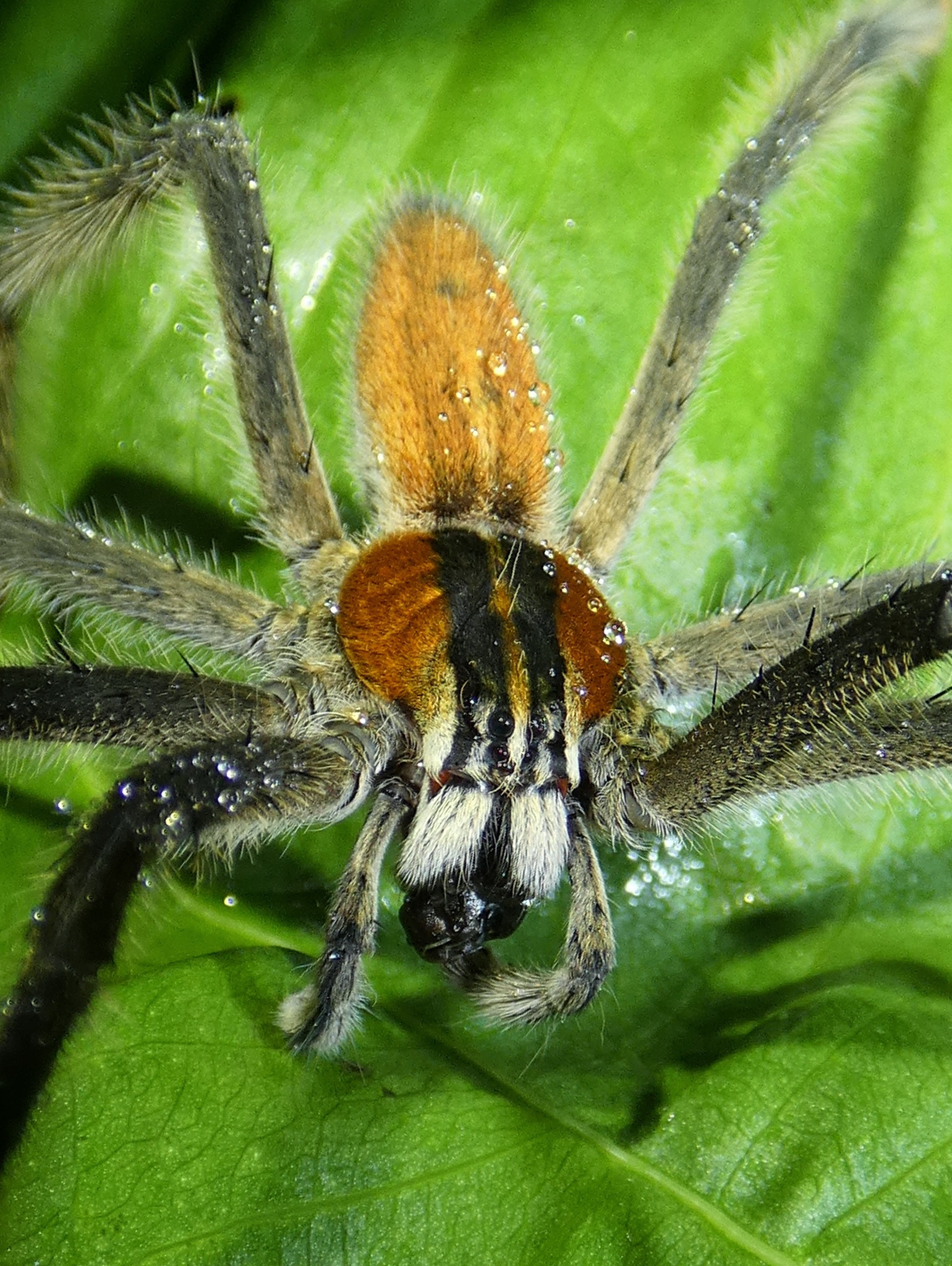
Nahaufnahme eines Männchens beim Verzehr von Beute

C. getazi lebt wie alle Spinnen räuberisch. Bei der Art handelt es sich wie bei allen Fischerspinnen (Trechaleidae) um einen freilaufenden Lauerjäger, der demnach kein Spinnennetz für den Beutefang nutzt. Die Art setzt wie andere der Gattung vornehmlich auf taktile Reize mittels der Trichobothria (Tastsetae) zum Wahrnehmen von Beutetieren. Die Augen kommen bei der Jagd nicht zum Einsatz. Beutetiere werden gelegentlich mittels Spinnfäden am Untergrund fixiert, ehe sie verzehrt werden. Gelegentlich werden Beutetiere auch vibrokryptisch (verdeckt und mittels Vibrationen geortet) gejagt, was etwa bei Heuschrecken der Fall ist, obgleich diese selber über eine vibratorische Tarnung verfügen können.
Das grundsätzliche Jagdprinzip der Art gleicht dem anderer der Gattung Cupiennius. Die Spinne wartet bei ihrer nächtlichen Jagd über längere Zeit reglos auf einer Ansitzwarte und überwältigt Beutetiere dann in einem blitzartigen Zugriff, sobald diese nah genug an den Jäger gelangen. Ein mittels der Cheliceren verabreichter Giftbiss setzt ein ergriffenes Beutetier außer Gefecht. Dafür wird das Beuteobjekt von der Spinne zu den zuvor weit ausgespreizten Cheliceren gezogen.
C. getazi ist ein opportunistischer Jäger ohne spezialisiertes Beutespektrum und demnach euryphag (nicht auf bestimmte Nahrung angewiesen). Die Hauptbeute bilden wie bei anderen Vertretern der Gattung vornehmlich andere Gliederfüßer. Mit verschiedenen Fröschen zählen jedoch auch kleinere Wirbeltiere zu den Beuteobjekten der Art. Gleiches gilt für kleinere arboreale (baumbewohnende) Reptilien.

### Lebenszyklus
Der Lebenszyklus von C. getazi entspricht grundsätzlich dem anderer Arten der Gattung Cupiennius. Er ist bei dieser Art genau wie bei C. connineus und der Großen Wanderspinne (C. salei) verglichen mit denen der übrigen Arten der Gattung allerdings besser erforscht.

#### Fortpflanzung
Auch das Fortpflanzungsverhalten von C. getazi gleicht überwiegend dem anderer Arten der Gattung. Es gliedert sich in das Aufsuchen des Geschlechtspartners seitens des Männchens, die Balz und die eigentliche Paarung.

##### Anlegen des Spermanetzes und Aufsuchen des Weibchens seitens des Männchens
Ein geschlechtsreifes Männchen von C. getazi legt wie bei allen Spinnen ein Spermanetz an, das hier, wie bei allen Arten der Gattung Cupiennius, in der Vegetation angelegt wird. Auf diesem gibt es dann Spermatropfen ab und nimmt diese über die Bulbi auf. Anschließend beginnt es, ein Weibchen aufzusuchen, was dem Männchen durch die Wegfäden des Weibchens erleichtert wird, da diese von letzterem mit arteigenen Pheromonen (Botenstoffen) versehen sind. Ist das Männchen in die Nähe eines Weibchens gelangt, beginnt es mit der Balz.

##### Balz
Die Balz von C. getazi ist wie bei anderen Arten der Gattung Cupiennius stark von vibratorischer Kommunikation der Geschlechtspartner untereinander geprägt. Dabei handelt es sich auch bei dieser Art um vom Männchen ausgehende Vibrationsserien von bis zu 50 Silben, wobei die von der Art bevorzugten Pflanzen als Überträger der Balzbewegungen dienen. Ausgelöst wird das Balzverhalten des Männchens durch die vom Weibchen abgegebenen Pheromone. Das Männchen von C. getazi führt zum Zwecke der Erzeugung dieser Vibrationen dorsoventral (oben seitlich) Bewegungen aus, die um eine im Petiolus (dünne Verbindung zwischen Prosoma und Opisthosoma) gelegene Achse verlaufen und gering in laterale Richtung abweichen. Dabei beläuft sich zu Beginn einer Serie die Auslenkung des Opisthosomas gemessen an den Spinnwarzen lediglich auf ca. 0,4 mm oder gut 2°, sie steigt aber bei den drei bis vier Endsilben der Serie auf etwa 6 mm, bzw. 30° an. Unabhängig von der Intensität sind alle Silben gleichermaßen effektiv, um eine Reaktion eines Weibchens hervorzurufen.
Die Vibrationen des Opisthosomas eines balzenden Männchens setzen sich aus einer niederfrequenten Komponente mit einer Frequenz von 10 bis 20 Hertz zusammen, über der selber eine weitere höherfrequente Komponente aufgelagert ist. Letztere ist jeweils während des letzten Ausschwungs am Ende jeder Silbe vermerkbar und entspricht mit gut 80 Hertz der Hauptfrequenzkomponente des Vibrationssignals. Bei gleichzeitiger Messungen der Vibration des Untergrunds bzw. der Pflanze, auf der sich das Männchen befindet, stellte sich heraus, dass diese äußerst gut mit der schnellen Vibrationskomponente vom Opisthosoma des Männchens korreliert. Gleiches galt für die Frequenzspektren von Spinne und Pflanze. Beide haben einen größten Gipfel bei etwa 80 Hertz, einen weiteren Gipfel bei rund 15 Hertz, während der niederfrequenten Komponente und weitere Gipfel nahe der ersten Harmonischen der Hauptfrequenz bei ungefähr 150 Hertz liegen.
Ist ein Weibchen von C. getazi paarungswillig, signalisiert es dem balzenden Männchen seine Bereitschaft zur Fortpflanzung durch ein heftiges kurzes Zucken des gesamten Körpers. In manchen Fällen nähert sich das Weibchen dem Männchen an. Sobald sich beide Geschlechtspartner berühren, streicht das Männchen mit seinen vorderen Beinen sanft die Beine des Weibchens. Während dieser Annäherung kann es vorkommen, dass das Weibchen sich gegenüber dem Männchen aggressiv verhält und dieses attackiert. Bei erfolgreicher Balz gehen beide Geschlechtspartner in die Paarung über.

###### Konkurrenzverhalten während der Balz
Sowohl das Weibchen als auch das Männchen von C. getazi zeigen gegenüber anderen konspezifischen Individuen ein Konkurrenzverhalten, das insbesondere beim Männchen durch die Balz eines Konkurrenten ausgelöst wird. So ließ sich etwa nachweisen, dass das Männchen der Art sein Balzverhalten auch dann ausübt, wenn es ein anderes balzendes Männchen wahrnimmt oder auch ohne ersichtlichen Anlass, wie die ausbleibende Präsenz eines Weibchens oder eines anderen balzenden Männchens. Die solitäre Lebensweise und auch die geringe Populationsdichte der Art, die wiederum eine längere Absenz eines Männchens zu den Pheromonen eines Weibchens ermöglichen, lassen vermuten, dass dieses spontane Balzverhalten dazu dient, naheliegende und bisher nicht wahrgenommene Weibchen auf sich aufmerksam zu machen oder andere Männchen zu vertreiben.
Bei dem von einem Männchen ausgehenden Balzverhalten können innerhalb der Reichweite der Balzsignale drei verschiedenen Szenarien von Interaktionen zwischen den Individuen der Art folgen. Eine davon ist, dass ein Männchen ein einzelnes Weibchen antrifft und beide mit hoher Wahrscheinlichkeit kopulieren. Befinden sich zwei Männchen nahe einem Weibchen, kommt es zu einem Revierkampf. Dabei interagieren die Männchen nicht mit dem Weibchen, bis ein Männchen als Sieger hervorgeht und sich das andere zurückzieht. Die von einem Weibchen ausgehende Reaktion auf die Balz von Männchen bzw. seine Signalisierung zur Paarungsbereitschaft, die in Gegenwart eines Männchens genauso wahrscheinlich wie in Gegenwart von zwei Männchen sein kann, erhöht das Konkurrenzverhalten der Männchen und somit auch die Wahrscheinlichkeit eines offenen Kampfes zwischen diesen.

###### Selektives Verhalten beim Weibchen während der Balz
Das Weibchen von C. getazi zeigt wie die der beiden anderen großen Arten der Gattung Cupiennius, also C. connineus und die Große Wanderspinne (C. salei) ein selektives Verhalten gegenüber balzenden arteigenen Männchen, was umgekehrt nicht der Fall ist. Dies kann sowohl auf Auslöser zur Paarungsbereitschaft der Geschlechter, auf deren jeweils unterschiedlich ausgeprägtes wählerisches Verhalten bei der Partnerwahl oder auf beide Aspekte zurückzuführen sein. Für dieses Verhalten bei C. getazi existieren zwei Theorien. Eine besagt, dass beide Geschlechter jeweils eine unterschiedliche Responsivität (Antwortverhalten) etwa zur Neigung, sexuell erregt zu werden, aufweisen. Dieser Ansatz würde insbesondere durch die höhere Paarungsbereitschaft des Männchens bekräftigt werden. Die zweite Theorie besagt, dass die Differenzen beider Geschlechter in den peripheren (auf der Körperoberfläche gelegenen) und/oder zentralen sensorischen Mechanismen liegen, die die durch Signale bereitgestellten Informationen verarbeiten. Demnach wäre der angeborene Freisetzungsmechanismus von Vibrationen vom Männchen der Art ein weniger selektiver Filter als der der Weibchen.

###### Responsives Verhalten gegenüber anderen Arten der GattungCupiennius
C. getazi kann wie zwei von den anderen großen Arten der Gattung Cupiennius je nach Geschlecht und Art unterschiedlich auf balzende Individuen der anderen Arten reagieren. In Gefangenschaft ließen sich Balzversuche von Männchen aller drei Arten genauso gegenüber Weibchen der beiden jeweils anderen Art belegen. Dabei zeigt sich das Weibchen von C. getazi am selektivsten, während das Männchen der gleichen Art am wenigsten selektiv ist. Insgesamt sind zwischen C. coccineus und C. getazi die Kopulationsbarrieren deutlich größer als mit der allopatrischen Großen Wanderspinne, die demnach ohnehin nicht gemeinsam mit den anderen Arten vorkommt. Ein Weibchen von C. getazi verhält sich gegenüber einem balzenden Männchen von C. coccineus häufig aggressiv und umgekehrt tritt genauso wahrscheinlich selbiges Szenario ein. Die Weibchen beider Arten reagieren mit höherer Wahrscheinlichkeit auf die Männchen dieser als dem von C. getazi. Mögliche Erklärungen dafür wären das sog. „Charakter-Displacement“ (Unterschiede sympatrischer Arten untereinander) in Konkurrenz im gleichen Habitat oder die geringere Verwandtschaft zwischen C. coccineus und C. getazi, da letztere Art mit der Großen Wanderspinne näher verwandt ist als mit der anderen.

##### Paarung
Die Paarung findet bei C. getazi wie bei vielen freilaufend jagenden Echten Webspinnen (Araneomorphae) in der Paarungsstellung III statt, bei der das Männchen das Weibchen frontal besteigt und beide dann übereinander befindlichen Geschlechtspartner dann jeweils in die entgegengesetzte Richtung blicken. Zur Begattung führt das Männchen abwechselnd beide Bulbi in die Epigyne des Weibchens ein, wobei eine einzelne Insertion (Einfuhr) im Falle dieser Art über 40 Minuten dauern kann. Die Geschlechtspartner verbleiben lange in dieser Stellung, ehe sie sich wieder voneinander trennen.

#### Eiablage und Kokonbau

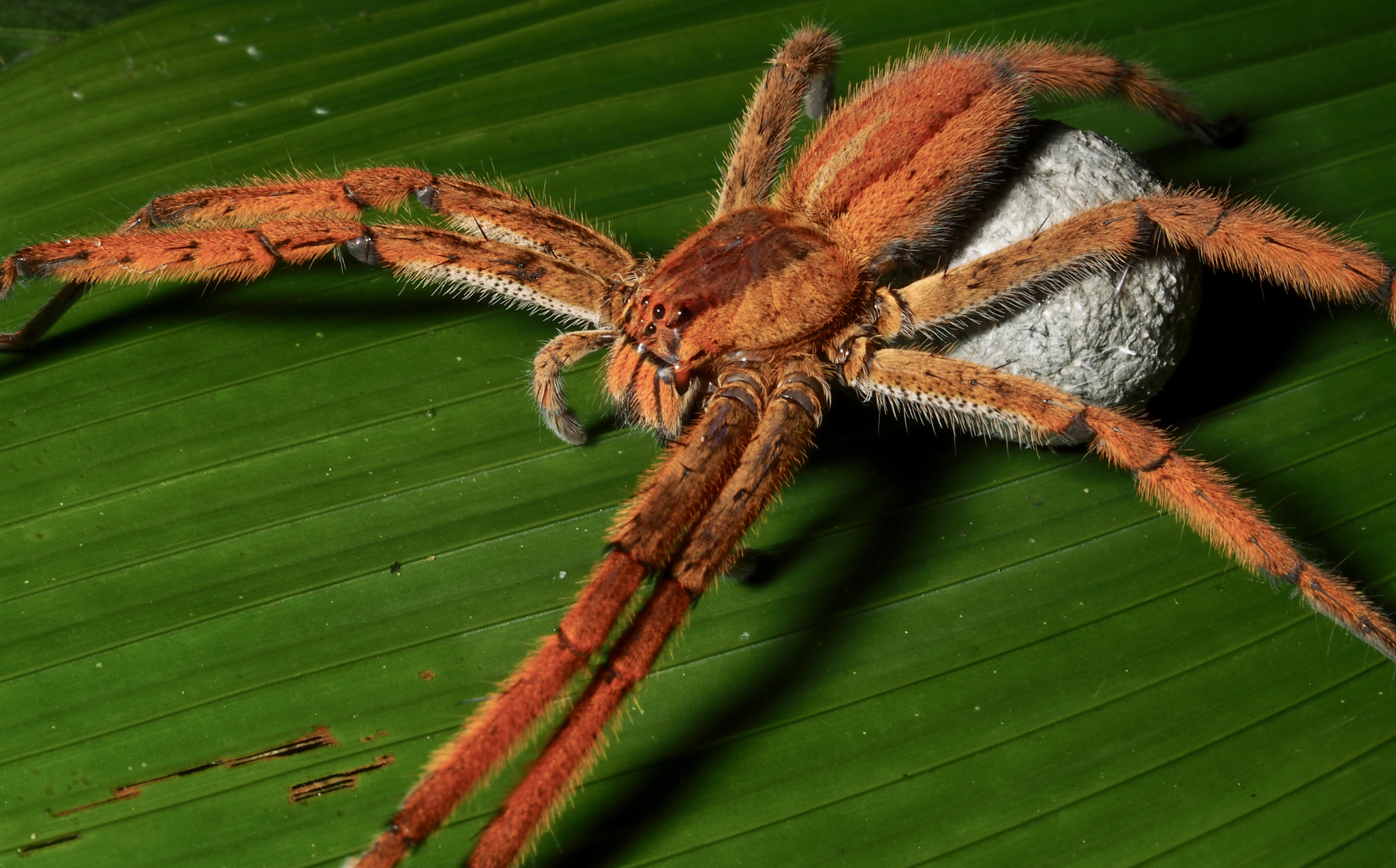
Weibchen mit Eikokon

Ein begattetes Weibchen von C. getazi beginnt normalerweise in seinem Unterschlupf, ein für die Gattung Cupiennius typisches Kokongespinst zu fertigen, was bei dieser Art genau wie bei C. connineus 9 bis 10 Tage nach der Paarung erfolgt. Die Nahrungsaufnahme wird ab dann komplett eingestellt. In einigen Fällen bleibt jedoch wie bei anderen Vertretern der Gattung das Anlegen des Kokongespinstes aus. Nach weiteren zwei bis drei Tagen legt das Weibchen einen Eikokon an. Wenige Tage nach dem Anlegen des Eikokons verlässt das Weibchen das Kokongespinst mitsamt Kokon und schleppt diesen an den Spinnwarzen angeheftet permanent mit sich herum, während es wieder die Jagd aufnimmt. Das verpaarte Weibchen von C. getazi legt wie die anderer Arten der Gattung durchschnittlich drei Eikokons hintereinander an.

#### Schlupf und anfänglicher Verbleib der Jungtiere
Der Schlupfprozess gleicht bei C. getazi ebenfalls dem anderer Arten der Gattung Cupiennius und ein Muttertier der Art beginnt den mit sich herumgetragenen Eikokon vermehrt zu lockern. Außerdem beißt es kurz vor dem Schlupf seiner Nachkommen Löcher in den Kokon, die den Jungtieren das Verlassen ermöglichen sollen. Der Kokon wird dann zwischen Pflanzen und meist außerhalb des Kokongespinsts mittels einiger Fäden aufgehängt. Insgesamt reifen die Embryonen von C. getazi bei Durchschnittstemperaturen von 28 °C am Tag und 24 °C in der Nacht 17 bis 22 Tage an. Die geschlüpften Jungtiere im Nymphenstadium verbleiben anfangs als Traube in gemeinsamer Gesellschaft beim Kokon.

#### Heranwachsen der Jungtiere

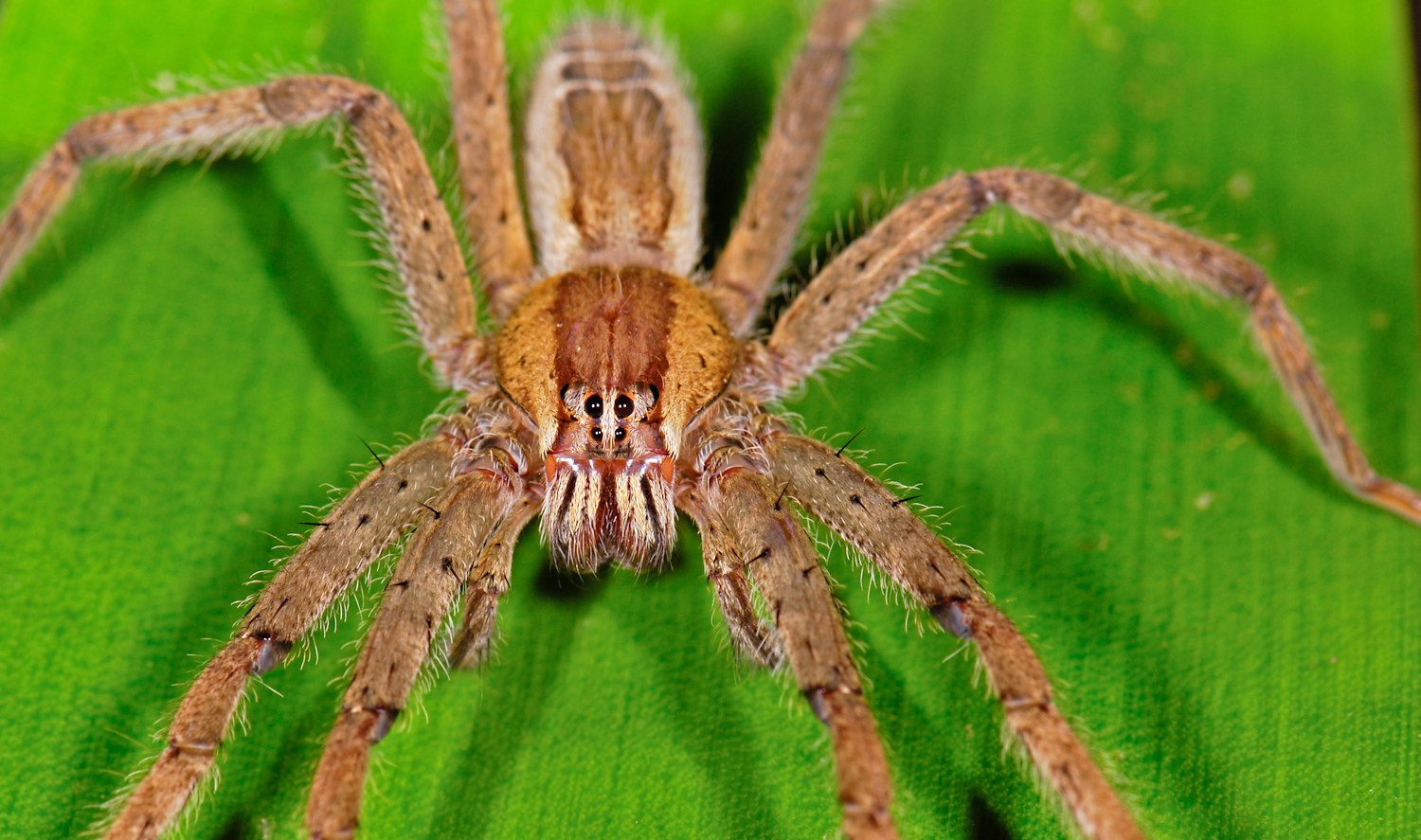
Jungtier

Wie die vorherigen Prozesse ist auch das Zerstreuen und das Heranwachsen der Jungtiere von C. getazi mit dem anderer Arten der Gattung Cupiennius identisch. So ist auch hier neun Tage nach dem Schlupf der im Eikokon befindliche Dottervorrat aufgebraucht und die Jungtiere beginnen sich mittels dem für die Gattung typischen „drop and swing dispersal“-Methode zu verstreuen, bei der die Jungtiere sich an einem gespannten Faden abseilen und vom Wind auf die nächstgelegene Vegetation tragen lassen. Im Gegensatz zum Prinzip des Spinnenflugs nutzen die Jungtiere den verfestigten Faden in diesem Fall jedoch nicht zum Fliegen. Ab dem Zeitpunkt der Trennung ist Kannibalismus der Jungtiere untereinander möglich. Die Jungtiere von C. getazi wachsen wie die aller Spinnen über mehrere Fresshäute (Häutungsstadien) heran, die Häutungen selber erfolgen genauso nach Eigenart der Gattung. Die Lebenserwartung von C. getazi kann sich wie die anderer Arten der Gattung in Gefangenschaft auf zwei Jahre belaufen. Dabei ist die Lebenserwartung des Männchens wie bei Spinnen üblich geringer als die des Weibchens.

## Systematik
Die Systematik von C. getazi wurde mehrfach geändert und die Art erhielt bereits bei ihrer Erstbeschreibung von Eugène Simon 1891 ihre noch heute verwendete Bezeichnung. Frederick Octavius Pickard-Cambridge beschrieb die Art 1901 erneut als C. griseus. Dieser Name wurde von Ulrich Lachmuth, Manfred Grasshoff und Friedrich G. Barth als jüngeres Synonym der älteren Bezeichnung erkannt. C. getazi ist ferner die Typusart der Gattung Cupiennius.
Innerhalb der Gattung selber ist C. getazi sehr nah mit C. connineus sowie der Großen Wanderspinne (C. salei) und damit mit einigen weiteren großen Vertretern der Gattung verwandt. Jedoch sind C. coccineus und die Große Wanderspinne als Schwesterarten dabei noch einmal stärker miteinander verwandt als mit C. getazi. Alle drei Arten bilden eine von zwei Kladen innerhalb der Gattung. Die andere enthält die Arten C. folitalius, C. granadensis und C. panamensis. Im Gegensatz dazu sind C. cubae und C. remedius keiner Klade zugehörig. Welche phylogenetische Stellung C. chiapanensis, die vierte große Art der Gattung, innerhalb dieser einnimmt, ist bislang unbekannt. Die genauere verwandtschaftliche Stellung der Großen Wanderspinne und von C. coccineus sowie C. getazi innerhalb der Gattung wird durch folgendes Kladogramm veranschaulicht:
|  | \| \| Große Wanderspinne (C. salei) \| \| \| \| \| \| C. coccineus \| \| \| \| |
|  |                                                                                |
|  | C. getazi                                                                      |
|  |                                                                                |
|  | Große Wanderspinne (C. salei)                                                  |
|  |                                                                                |
|  | C. coccineus                                                                   |
|  |                                                                                |

|  | Große Wanderspinne (C. salei) |
|  |                               |
|  | C. coccineus                  |
|  |                               |

|  | \| \| Große Wanderspinne (C. salei) \| \| \| \| \| \| C. coccineus \| \| \| \| |
|  |                                                                                |
|  | C. getazi                                                                      |
|  |                                                                                |
|  | Große Wanderspinne (C. salei)                                                  |
|  |                                                                                |
|  | C. coccineus                                                                   |
|  |                                                                                |

|  | Große Wanderspinne (C. salei) |
|  |                               |
|  | C. coccineus                  |
|  |                               |

|  | \| \| Große Wanderspinne (C. salei) \| \| \| \| \| \| C. coccineus \| \| \| \| |
|  |                                                                                |
|  | C. getazi                                                                      |
|  |                                                                                |
|  | Große Wanderspinne (C. salei)                                                  |
|  |                                                                                |
|  | C. coccineus                                                                   |
|  |                                                                                |

|  | Große Wanderspinne (C. salei) |
|  |                               |
|  | C. coccineus                  |
|  |                               |

|  | \| \| Große Wanderspinne (C. salei) \| \| \| \| \| \| C. coccineus \| \| \| \| |
|  |                                                                                |
|  | C. getazi                                                                      |
|  |                                                                                |
|  | Große Wanderspinne (C. salei)                                                  |
|  |                                                                                |
|  | C. coccineus                                                                   |
|  |                                                                                |

|  | Große Wanderspinne (C. salei) |
|  |                               |
|  | C. coccineus                  |
|  |                               |

## Cupiennius getaziund Mensch

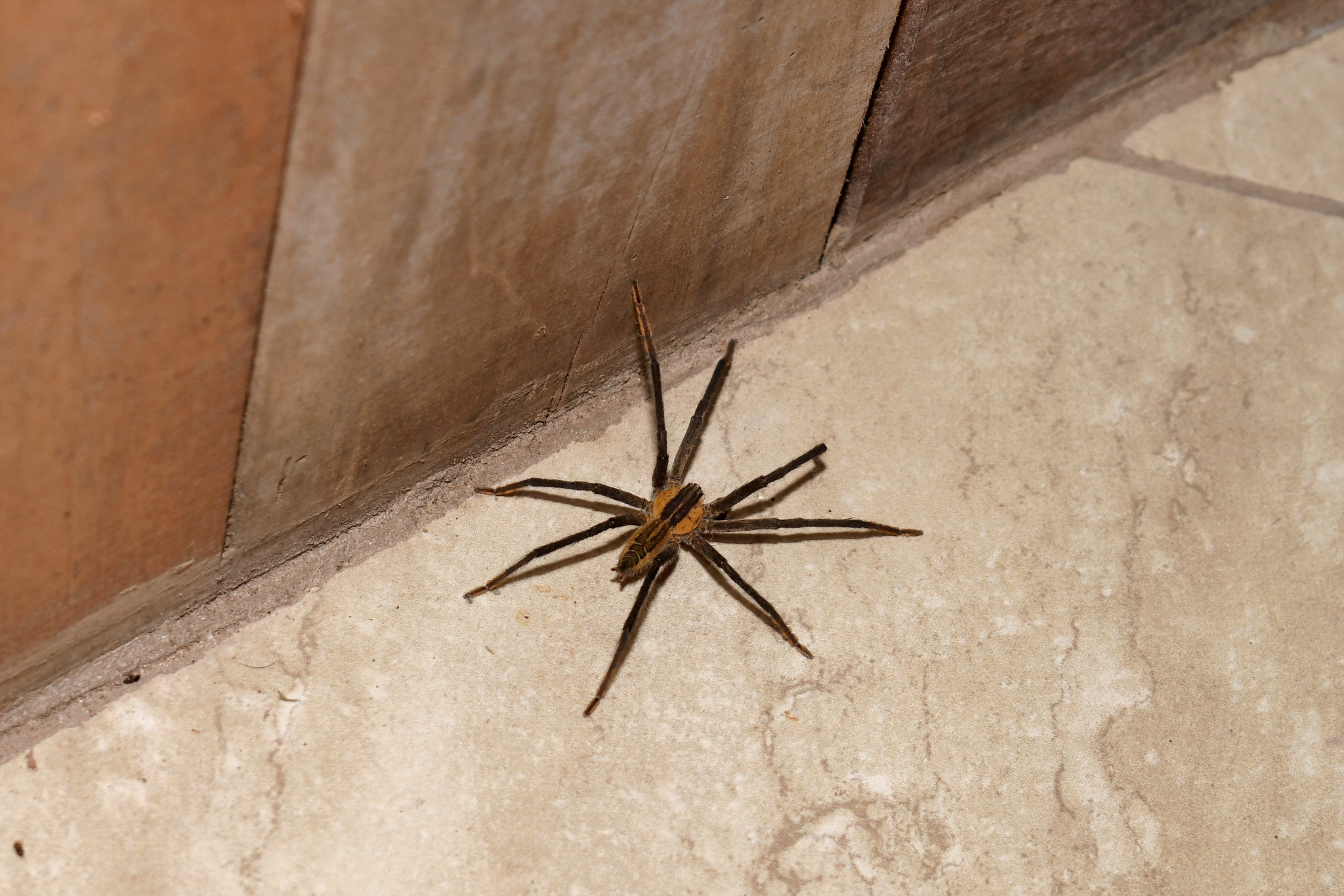
Männchen bei menschlicher Bebauung

C. getazi und der Mensch stehen in verschiedener Relation zueinander. Bekannt ist die Spinne unter anderem dafür, mittels Transporten der Dessertbanane (Musa × paradisiaca) in andere Teile der Welt eingeschleppt zu werden. Bisse der Spinne beim Menschen sind ebenfalls überliefert. Auch wird die Art gelegentlich als Heimtier im Rahmen der Terraristik gehalten.

### Einfuhren durch Bananentransporte
C. getazi gelangt wie die drei anderen großen Arten der Gattung Cupiennius vermehrt in andere Teile der Welt durch den Transport von Stauden der Dessertbanane (Musa × paradisiaca) und ist deshalb auch als „Bananenspinne“ bekannt. Dieser Sammelbegriff wird jedoch auch für andere Spinnen verwendet, bei denen dies überliefert ist, darunter vor allem neben den anderen genannten gattungsverwandten Arten die Warmhaus-Riesenkrabbenspinne (Heteropoda venatoria) aus der Familie der Riesenkrabbenspinnen (Sparassidae) und die eigentlichen sowie für den Menschen teilweise wesentlich gefährlicheren Bananenspinnen (Phoneutria).
So kam es beispielsweise wie bei C. connineus in der Vergangenheit zu Einschleppungen einzelner Individuen von C. getazi nach Nordamerika, dabei im Falle beider Arten jedoch seltener als bei C. chiapanensis. Im Gegensatz dazu ist die Große Wanderspinne (C. salei) weniger in Nordamerika, dafür vermehrt jedoch in Europa eingeführt worden. In Europa kam es Einschleppungen von C. getazi bislang in Deutschland, dem Vereinigten Königreich und in Belgien.

### Bissunfälle und Symptome
Bisse von C. getazi beim Menschen sind wie auch bei C. connineus und der Großen Wanderspinne (C. salei) dokumentiert worden. Dabei gilt C. getazi wie auch die beiden anderen Arten nicht als aggressiv und beißt Menschen nur, wenn sie sich dazu veranlasst fühlt, etwa durch unsachgemäße Handhabung. Die Wirkung wird mit einem Bienenstich verglichen, wobei der Bereich um die Bisswunde für 3 Minuten schmerzt und anschwillt. Außerdem fühlt sich die Bissstelle für kurze Zeit betäubt an. Soweit bekannt klingen die Symptome nach maximal einer Stunde wieder ab. Damit gilt C. getazi genau wie die beiden anderen Arten, deren Bisse identisch verlaufen, für den Menschen als ungefährlich.

### Terraristik
C. getazi wird wie andere Arten der Gattung Cupiennius gelegentlich als Heimtier im Rahmen der Terraristik gehalten. Nachzuchten sind in Gefangenschaft ebenfalls erhältlich. Die Art scheint im Gegensatz zur gattungsverwandten Großen Wanderspinne (C. salei) allerdings deutlich seltener angeboten zu werden.